# 若本規夫
若本 規夫（わかもと のりお、1945年10月18日 - ）は、日本の声優、俳優、ナレーター、元警察官。シグマ・セブン所属。山口県下関市出身、大阪府堺市育ち。旧芸名は若本 紀昭（わかもと のりあき）。
代表作に『サザエさん』（アナゴ〈2代目〉、花沢さんの父）、『ドラゴンボールZ』（セル）、『銀河英雄伝説』（オスカー・フォン・ロイエンタール）、『人志松本のすべらない話』（ナレーション）などがある。

## 来歴

### 生い立ち
山口県下関市長府で生まれる。2人の兄が「ネズミぐらいの大きさ」と極端に表現するほどの未熟児で、取り上げた産婆曰く「葬式の用意をしなくてはいけないかも」と言うほどの危うさだったという。2歳の時、神戸製鋼の技術者だった父親が公職追放され、一家で大阪府堺市に引っ越す。
小学校時代は、4年生までは担任教師から体罰を受ける日々を過ごしたが、4年生の途中で転校してからは担任教師に恵まれ、充実した学生生活を送る。高校は、父親と相談の上で理系の関西大学第一高等学校に進学するが、授業についていけず、高校3年の時に担任教師の後押しもあって文系に移ってからは好成績を残した。
大学は、早稲田大学法学部に進学。講義の内容には興味が持てなかったが、当時は少林寺拳法に熱中し大学には通っていた。在学中、住み込みで牛乳配達のアルバイトを2年半行い、当時の会社員の初任給ほどは稼いでいたので、就職は考えず司法試験や大学院進学を考えていたが、大学院試験に落ちたことに加え家庭の事情もあり10月から就職活動を開始。中堅の貿易会社を一つ紹介してもらい三次試験まで残るも、重役面接前の散策中に見学した社員の働きぶりに気が萎え、「おなかが痛いので失礼します」と告げ受験を放棄する。その後「ハラハラドキドキする仕事」と就職課に相談したところ、募集を教えてもらったことで警視庁に締切間近で書類を出して採用された（当時は警察官不足だったので毎月試験を行っていた）という。

### 社会人時代
警視庁警察学校を経て、蔵前と浅草が担当の所轄署で交番勤務となる。当時は学生紛争が過激化していた情勢下で、1968年の新宿騒乱事件では、特別機動予備隊員として最前線で攻防に加わったこともある。だが勤務するうちに、相手に情が移って交通違反の切符を何度か見逃していたところを上司に見つかり、説教を受ける中で「自分は法を執行する側の人間ではない」と悟り、1年で警察官を辞める。
その後、知人の誘いで日本消費者連盟の事務局メンバーになる。仕事にはやりがいを感じたものの、組織内の折り合いが悪く、とある会議内で罵倒交じりの口論をした際に、黙して語らない委員たちに落胆し、2年で辞めることになる。

### 声優の道へ
本人によると、声優になる決意をしたきっかけは「消費者連盟で上司を殴り飛ばし、解雇された後に安酒をかっくらって電車で帰る途中、シートで横になっていると上の棚に置いてあった新聞が顔に落ちてきた」ことだったという。新聞には黒沢良が主宰する声優養成所「黒沢良アテレコ教室」のオーディションの広告があり、その日は特に何も思わずに過ごしたが、次の日になるとそれまでの経験から「自分は組織や団体というものに向いていない。何か手に職をつけて、腕っ節一つだけでやっていける仕事に就くしかない」と思い、新聞広告のオーディションに参加。オーディション当日、会場に到着すると約400人以上の若者たちがいたといい、若本が「何人採るの?」と参加者の1人に聞いたところ「20人」と返され、自身の受験票を見ると受験番号が「200番台後半」だったという。
一度はやめようと思ったが、採用人数を教えてくれた参加者が可愛い娘だったことに加え、「もう受験料を払ってしまったのだから受けるだけ受けよう」という気持ちから受験を決心。とにかく刷られた台詞を無我夢中で吹き込んだという。結果、養成所の最高権力者だった東北新社の中野寛次に認められ、全員不合格とした他の審査員の意見を跳ね除けた上で採用された。
1週間後、合格通知が届いた時に何気なく空を見たら、流れ星が見えたことから「これはもうやることだ」と決意し、異色の経歴でありながら25歳で声優界へと歩みだしたという。

### キャリア
黒沢良アテレコ教室に合格した23人中、演技経験が全くない唯一の生徒であり、半年で終わる授業を3か月延長し、発声練習や脚本の読み込みなどの基礎訓練を教わった上で同養成所を卒業。当時は声優不足で、授業の延長期間中に早くも仕事の依頼が来ていたという。同期生に、一龍斎春水（麻上洋子）、村山明、谷口節などがいる。
卒業後は黒沢の事務所に仮住まいの形で面倒を見てもらい、26歳の時に黒沢が主演の吹き替えを担当していた『FBI特捜班（FBIアメリカ連邦警察）』の刑事役でデビュー。デビュー当日に現場でマイクコードに転んでしまうなど、日本独特のマイクワークに戸惑う日々を送り、先輩の納谷悟朗や野沢那智、若山弦蔵などが、台本と画面を見ながら見事に合わせていく光景に、只々驚嘆していたという。同期の声優は、玄田哲章と銀河万丈 。
当時のアニメは『鉄腕アトム』などが放送されている創成期で本数が少なく、活動の主流は外国映画の吹き替えだった。複雑な台詞を必要としない娯楽作が中心で、恋愛ものなど台詞を練る必要のある作品も少なく、起用に繋がったという。少林寺拳法で鍛えた荒ぶる地声が、西部劇など当時主流だったアクションものと合致して、新人でありながら仕事の本数を増やしていくが、声優教室出身者は商売敵として、同業声優たちから目の敵にされた。しかし「うまくなれば文句も言われないだろう」と前向きに考え、多忙期は月20 - 30本もの収録をこなしていたが、1本3000円のギャラでは食えないため、声優たちによるストライキに参加し、1本15000円、放送時間による時間割増、再放送時のリピート料の支払いなどの権利を得ることで、30歳を超えた頃、ようやく安定収入を確保できるようになった。
『特捜班CI-5』が一つのターニングポイントであり、アニメでのターニングポイントとなったのは『トップをねらえ!』、『銀河英雄伝説』。それまで、アニメでは大きな役がなかったが、『魔境伝説アクロバンチ』の蘭堂ヒロ役がテレビアニメでの初レギュラーを獲得。初主演はOVA『装鬼兵MDガイスト』のガイスト役で、テレビアニメでの初主演は『吉永さん家のガーゴイル』のガーゴイル役となる。1980年代頃から「ぼつぼつ自分らしさが出てきたのかな」という感じだった。しかし下手で、あの頃の作品は見てられなかったという。
デビュー以来、売れっ子ではないがそれなりに仕事をこなし、キャリアを順調に伸ばしていたが、50代間近に仕事がレギュラーのみとなり、新規の仕事依頼がないことに気づく。出演作を多角的に顧みた結果、自身の演技が形骸化し、深みのある声作りが出来ておらず、飽きられていると悟る。そこで50歳を機に一念発起し、既存のスタイルを全て放棄して一から声の作りを鍛え直す決断をする。それまで、声優定番の外郎売や歌舞伎の口上など発声練習は勿論、40代からは個人が主催する呼吸法や強健術を鍛錬に採り入れていたが、海外の演奏家や歌手の言動を参考に、1日1時間だった発声鍛錬を3時間に延ばし、起床時間を毎朝8時から5時に改めた。そして3時間分に収まる鍛錬法を探し、古神道の祝詞をあげる行法を習うべく、数年、東北へ通い詰め、既存の鍛錬に、祝詞をあげ続ける鍛錬を2時間加えた。同時期に、客の反応で台本を柔軟にアドリブで崩す大道芸の口上に着目して鶯谷へ数年通い、さらには声色で何役もこなす浪曲、日本語にない呼吸法を必要とする声楽、圧倒的な肺気量を使う尺八にも、それぞれ講師から授業を1年から10年ほど受けた結果、独自の鍛錬法を確立させて今日に至る。
2000年代以降はアニメやゲームへの出演が増加した。それまでは『サザエさん』のアナゴさん役に代表されるような脇役が多く、決してアニメ方面で売れていた存在ではなかったためナレーションを中心に活動していたが、その独特のイメージを築き上げたことで、アニメファン層に性別問わず絶大な人気を誇る声優の1人に数え上げられるようになっている。その人気にあやかって若本規夫が読み上げる『小倉百人一首』などが販売されたこともある。
所属は、テレビタレントセンター、黒沢良事務所、NPSテアトル、東京俳優生活協同組合を経てシグマ・セブンとなった。

## 人物

### 特色
声優としては、数多くのテレビアニメ、外画吹き替え、ナレーションなどで活躍している。
渋さと鋭さを併せ持つ声質が特徴。主に悪の組織のボスや悪役・権力者を演じることが多い。二枚目や二枚目半を演じることもある。特にサ行の息遣いが特徴的で、プロフェット5というシンセサイザーの音質に似ているという。堺市育ちであるため泉州弁のセリフをこなすこともある。
台詞にはアドリブが多く、『テイルズ オブ デスティニー2』で若本が演じたバルバトスはシリアスな悪役であったが、『テイルズ オブ シリーズ』の特典DVDでは台詞の字幕がないことをいいことにアドリブを行い続けた結果、通常とは異なるギャグキャラクターと化している。『テイルズ オブ イノセンス』の特典DVDのキャストコメントでは子安武人に「台詞通りに喋らない」と言われたほどでもある。特典DVDでの影響からか、その後に発売されたシリーズ共演『テイルズ オブ ザ ワールド レディアントマイソロジー2』などでのゲスト出演では、台詞字幕も含めてコミカルなボスキャラクターへと変貌し、作品を追うごとに当初のシリアスなイメージからかけ離れていっている。
また、『人志松本のすべらない話』や『嵐にしやがれ』など、各種ナレーションも多く担当している。『投稿!特ホウ王国』のナレーションではうねるような独特の言い回しを多用し、これ以降大きく弾けたギャグキャラクター役に抜擢されることも多くなった。この「うねるような独特の言い回し」を当人は「若本節」と表現している。
後輩声優の間からも、憧れの存在として見られることが多く、中でも杉田智和は田中理恵が先立って共演したことに対して羨望のまなざしを送り、後年若本との共演を果たした際にはかなり感激していた。
アニメ『銀魂』で松平片栗虎が登場した際、原作者の空知英秋が「松平は『サザエさん』で穴子さんの声をやっている人がいい」と雑談がてら作画監督と話した結果、本当に若本が割り当てられたという。

### エピソード
専業声優が確立する前から活動している人物の中には、声優業を役者業における副業やアルバイト的役職としか見なさない者が多い中で、「声優は役者とは別物」という姿勢の一人である。また、自身も舞台を数多く踏んだが、本人は「あんまり、役に立たなかったなあ、分からないけどね」とも語っている。本人曰く声優とは瞬間芸、「アーティスト」であると語っている。なお、若本自身はひらめき重視の瞬発型であり、声優業が性に合う反面、順序立てが苦手であり、稽古による積み重ね重視の俳優業には向いていないと考えている。
初恋は幼稚園生の頃で、目鼻立ちがハッキリした美人の先生だったが、その先生が幼稚園を辞める際の記憶は今でも鮮明に覚えているという。
還暦を過ぎても若々しい体を保っている。少林寺拳法三段、全日本剣道連盟三段の資格を有しており、業界有数の“武闘派”という一面も持つ。声優、俳優としての身体を鍛えるために武道や古神道を学び、オペラや大道芸、浪曲、虚無僧尺八などの経験もあるとのこと。その他に神道の資格である禊流古神道神法教傳会師範代を持つ。声を使う仕事であることを重視し、喉や肺活量を維持するための日々の鍛錬は怠らず、ヨガや水泳で鍛えている。オフの日には10時間を費やすことも。「殴られる役」を演じる際には、顔を殴られるときの声と腹を殴られるときの声を使い分けているという。若本によれば、これは大学時代に4年間習った少林寺拳法および機動隊時代の経験を基にしているとのこと。独特の時代劇のような話し方は趣味で鑑賞した能や歌舞伎を演技の参考にしたという。
若本本人は「自分は他のところで経験や勉強をして、それを仕事で吐き出すタイプ」と思っており、「演じた役から何かを得ることは無い」と話している。また役とハマる時は、「役柄と自身との距離感がない状態にサーッと入って一体化し、肌身に合う感じで自由自在にのめり込むような感覚である」と述べている。
バラエティ番組などで度々放送される声優の本人顔出しリクエスト企画には、出演NGを出す場合もあるが、AT-Xで放送された『番宣部長』など顔出しによる出演も度々ある。
前述の通りギャグキャラクター役として起用されることが多く、『ワイルドアームズ ザ フォースデトネイター』（2005年3月発売）でのガウン・ブラウディア役を演じる際には、「最近はずっとギャグキャラばかりで、やっとマジメな役ができる」と発言していたと制作スタッフが語っている。
テレビ朝日系列で放送していた番組『近未来×予測テレビ ジキル&ハイド』の初期は、ハイドの声としてナレーションしていた。若本は「思いっきり怖くやって下さい」という番組側の要望に応え、「マイクベタ舐めの重低音で地を這うように淡々と読んでいた」と述べている。その後、特番で番組の放送が休止していた期間に、チーフプロデューサーから、若本のナレーションは凄みが利き過ぎて、クライアントや編集周辺から「日曜日のお茶の間の一家団欒を凍りつかせている」といった旨の声が出たとのことで、ナレーション降板を伝える挨拶があった。若本は、語りの力を認められてまんざらでもない気持ちと、レギュラー1本をなくした気持ちとが混ざって妙な気分になったという。
『スーパーJチャンネル』（テレビ朝日）の『ザ・激戦区』のナレーション収録では、マイマイクをMAスタジオ「ザ・チューブ」に持ち込んでいた。自分の声が「入る」マイクにこだわっていたという。また『なりきり！むーにゃん生きもの学園』（Eテレ）のナレーション収録でもマイマイクを持ち込み、その際のマイク位置を、通常の顔正面から口元を狙う位置でなく、斜め前から鼻先と口元を狙う独特の位置で収録しており、担当したMAミキサー曰く「生ギターの録音で、ピッキングする手元やサウンドホールにマイクを置く角度と似ている」という。
『週刊トロ・ステーション』ではピエールが登場するとよく若本関係のパロディが使われる。ピエールの声を若本自身が直接演じたわけではないが、『プリズン・ブレイク』を紹介した際のごっこ遊びでピエールがセオドア“ティーバッグ”バッグウェルの役になったためである。
『バットマン ビギンズ』で吹き替えた経験のあるリーアム・ニーソンを好きな俳優・吹き替えたい俳優に挙げている。過去にはリーアムの主演する『96時間』シリーズを吹き替えたいと関係者に直談判するも「これはずっと石塚運昇さんがやって定着しているので…」と断られたことがあることを明かしている。

### 持ち役について
- 『サザエさん』の穴子〈2代目〉は30代の頃に、当時のディレクターの推薦で起用されたが、それまで端正な顔立ちの役が多く、起用に違和感を感じたという。たらこ唇の外見に合わせて、発音を少し重い感じの台詞回しにするなど工夫を凝らしたが、最初は芝居ができずに雰囲気だけの日々を数年間送り、基本的にハマらないキツい役と考えていたが、長期でレギュラーだったお陰で、役の捉え方が徐々に理解できるようになり、現在では芝居がスパーンと出せているという[47]。
- 『銀河英雄伝説』のオスカー・フォン・ロイエンタールは、膨大で難解な台詞量をこなすのが大変な役だったが、自分に合ったやりやすいキャラクターであったという。また、鍛錬前の一本調子の芝居だったことが、逆に、役柄にスポッとハマり、担当した音響監督の明田川進から何度もOKを貰ったという。また仮に現在、この役を演じた場合、「裏にある情熱的な面もふんだんに出せるかもしれないが、全然違うキャラになる」とも述べている[48]。
- 『ドラゴンボールZ』のセルは、若本を含む2、3人の候補者がおり別の声優に決まりかけていたものの、原作者の鳥山明が若本の声を聞き「この人がいいんじゃないか」と言ったことで起用されたという[46]。若本はセルも自身に合った役柄と語り、複雑な演技を必要とせず、絵柄に合わせて声だけを、第一形態はヘビのような爬虫類系、第二形態はカバのような声、第三形態は完全な二枚目と、それぞれ変えていき、結果としてハマり役になったという。起用された際は、「他にやる人がいなくて巡り巡って自分の所に来た役なのかな？」と疑念を持っていたが、実際に挑戦してみると自信に繋がったキャラクターでもあるという[49]。また自宅でセルの声を練習していた際、外で遊んでいた子供から「あっ、セルだ」「セル出て来い!」と言われることがあったという[50]。
- 『ニニンがシノブ伝』の音速丸は、前述の鍛錬による呼吸法を体得した頃に演じたキャラクターで、二枚目とは明らかに違うギャグな言葉と雰囲気を持つキテレツなキャラを、呼吸法によって自由にこなすことができ、一本調子の芝居からの変化を感じ取ることができた役となったが、本作は、同じ事務所の後輩だった水樹奈々の初主演作でもあり、「僕が助けなきゃ」という思いもあったという。なお、ギャグ的な芝居の変化の兆しは、音速丸を演じる以前に担当したあずまんが大王 THE ANIMATIONのちよ父親役で出ていたと述懐している[51]。
- 『コードギアス 反逆のルルーシュ』のシャルル・ジ・ブリタニア皇帝は、傲岸不遜だが、温情も情感もトラウマも持ち合わせている人物設定に、キャラクターとしての存在意義が理解ができた役であり、ノッて芝居を演じることができたため、何万人もの衆人に演説をかける場面で大声を必要としたが、2ページ以上の長台詞を全くトチらずに演じられたという[42]。
- 『プリズン・ブレイク』のセオドア“ティーバッグ”バッグウェルは、「それらしく演ずるのではなく、まさにそれになる」の言葉を体現し、芝居の世界を切り拓いてくれた革命的で金字塔のようなキャラクターだったと述べている。一目見た瞬間に一如一体観があり、スパーっと没入できるのではという閃きが生まれ、真実感のある声のパフォーマンスを完璧に近い形で表現できる確信があったという。中でも、劇中で小川真司が吹き替えを担当したキャラクターと死闘を演じる場面では、約6ページの台本量という長丁場を、最後までミスなく合わせることができた時には感動すら覚え、隣で収録していた小川も、してやったりの痛快な笑みを浮かべていたという[52]。

## 出演
太字はメインキャラクター。

### テレビアニメ
年度不詳
- サザエさん（穴子〈2代目〉、花沢金太郎、石田鯛造〈初代〉 他）

1972年
- 樫の木モック（兵）

1973年
- 科学忍者隊ガッチャマン（科学者C、運転手、隊長、警察隊長、隊員）

1974年
- ゲッターロボ（ガルマ）

1976年
- 大空魔竜ガイキング（チャンメイ）
- ドカベン（1976年 - 1978年、白目、明智）
- マシンハヤブサ（流れ星の竜）
- UFO戦士ダイアポロン（地球人の夫）

1977年
- 一発貫太くん（サングラス）
- 新・巨人の星（1977年 - 1978年、掛布雅之）
- 氷河戦士ガイスラッガー（オノ・リキ）
- ルパン三世 (TV第2シリーズ)（1977年 - 1980年）

1978年
- 宇宙戦艦ヤマト2
- 未来少年コナン（ドウケ、水夫A、職員）
- 無敵鋼人ダイターン3（コマンダー、秘書）

1979年
- 新・巨人の星II（柴田勲）
- 銀河鉄道999（1979年 - 1980年、エア・カーの声、ムウ）
- ザ☆ウルトラマン（男B）
- 闘士ゴーディアン（ゲバリスタ）
- ベルサイユのばら（1979年 - 1980年）
- 野球狂の詩（記者A、高木）

1980年
- あしたのジョー2（1980年 - 1981年）
- 鉄腕アトム (アニメ第2作)（一等航海士、カロリナ3号乗員、リーダー）
- フウムーン
- 無敵ロボ トライダーG7（ヤール）

1981年
- 最強ロボ ダイオージャ（役人頭）
- じゃりン子チエ（一霧二郎）
- まんが水戸黄門
- ワンワン三銃士（1981年 - 1982年、騎士、青い鷹）

1982年
- 愛の戦士レインボーマン（ナレーター）
- さすがの猿飛（緒形先生）
- スペースコブラ（1982年 - 1983年）
- 超時空要塞マクロス（政治家A）
- 魔境伝説アクロバンチ（ヒロ）

1983年
- キャプテン翼（広大）
- 銀河疾風サスライガー（カルマパシヤ、アドレ・オーモン、ハーベイ、ヘルムート・バーンステイン）
- ストップ!! ひばりくん!（若頭サブ）
- 聖戦士ダンバイン（1983年 - 1984年、ナレーター）
- プラレス3四郎（マッドクロス、ジョーカー）

1984年
- あした天気になあれ（佐伯）
- OKAWARI-BOY スターザンS（はぐれロボット）
- 重戦機エルガイム（リョクレイ・ロン）
- 大自然の魔獣バギ（暴走族A）
- ビデオ戦士レザリオン（チャールズ・ダナー、ガニメデ）
- ふしぎなコアラブリンキー（ポール）
- まんが日本史（坂本龍馬）
- よろしくメカドック（「須賀六狼」メンバーA）
- ルパン三世 PARTIII

1985年
- うる星やつら
- 超獣機神ダンクーガ（シャピロ・キーツ）
- 北斗の拳（1985年 - 1986年、ラオウ〈初代〉、シュレン）
- 六三四の剣（東堂国彦）

1986年
- めぞん一刻（茶々丸のマスター）
- 銀河探査2100年 ボーダープラネット

1988年
- F-エフ（葛西専務）
- 美味しんぼ（岡星精一）
- シティーハンター シリーズ（1988年 - 1991年、男A、チンピラ兄、エリック、戸川） - 2シリーズ
- 鉄拳チンミ（リキ）
- 闘将!!拉麵男（蛮暴狼）
- 鎧伝サムライトルーパー（カオス）

1989年
- 昆虫物語 みなしごハッチ（ハンミョウ）
- ジャングル大帝（第3作）（テッド、オペレータ）
- 新グリム名作劇場（みそさざい）
- 新ビックリマン（1989年 - 1990年、ブラックゼウス）
- 天空戦記シュラト（シヴァ）

1990年
- ジャングルブック・少年モーグリ（ブント）
- たいむとらぶるトンデケマン!（ランスロット、ライカー）

1991年
- 機甲警察メタルジャック（門倉）

1992年
- 宇宙の騎士テッカマンブレード（テッカマン・オメガ / 相羽ケンゴ）
- ドラゴンボールZ（1992年 - 1995年、セル）
- 美少女戦士セーラームーン（雨出佑介）
- 見ると強くなる 痛快!横綱アニメ ああ播磨灘（北道山）
- 幽☆遊☆白書（1992年 - 1994年、剛鬼、酎）

1993年
- GS美神（パイパー）
- 疾風!アイアンリーガー（アルカード）
- ミラクル☆ガールズ（ミスターX）

1994年
- 赤ずきんチャチャ（月光）

1995年
- 愛天使伝説ウェディングピーチ（珠野雅弘）
- ストリートファイターII V（ケンの父〈初代〉）
- 天地無用!（神我人）
- 覇王大系リューナイト（アイザック）

1996年
- 忍たま乱太郎（明明明、クリタケ城城主）
- 名探偵コナン（1996年 - 2020年、諏訪道彦、宮原悟史、大滝悟郎、蟹江是久）

1997年
- 剣風伝奇ベルセルク（ガンビーノ）
- ドラゴンボールGT（セル）
- BURN-UP EXCESS（長官、ラーメン屋のおやじ）
- YAT安心!宇宙旅行（1997年 - 1998年、男、ガノン） - 2シリーズ

1998年
- EAT-MAN'98（ド・マルク）
- Weiß kreuz（鷹取玲司）
- 快傑蒸気探偵団 TV ANIMATION SERIES（機械男爵）
- カウボーイビバップ（ビシャス）
- クレヨンしんちゃん（1998年 - 2021年、アニキ、やくざ、「おバカはじめて物語 原始時代編」ナレーション）
- センチメンタルジャーニー（田山一良）
- TRIGUN（ゴフセフ）
- ひみつのアッコちゃん第3期（Mr.ガーリック）
- MASTERキートン（ヘルマン）
- ヨシモトムチッ子物語（フジイケムシ）

1999年
- 星方天使エンジェルリンクス（ロレンス）
- Bビーダマン爆外伝V（ルパンボン）
- 無限のリヴァイアス（コンラッド・ヴィスケス）
- モンスターファーム シリーズ（1999年 - 2000年、ナレーション） - 2シリーズ

2000年
- ゲートキーパーズ（糸井）
- Sci-Fi HARRY（ロッド）
- 人造人間キカイダー THE ANIMATION（ゴールデンバット）
- ゾイド -ZOIDS-（船長）
- ポケットモンスター（トウキチ）

2001年
- サイボーグ009 THE CYBORG SOLDIER（スカール）
- スクライド（予告ナレーション）
- パラッパラッパー（2001年 - 2002年、キングコングムシ）
- HELLSING（リチャード・ヘルシング）

2002年
- あずまんが大王 THE ANIMATION（ちよ父）
- アソボット戦記五九（エレフェントビショップ）
- キディ・グレイド（シュバリエ・ドートリッシュ）
- キン肉マンII世（ブラッド・キラー）
- デジモンフロンティア（アイスデビモン）
- 爆闘宣言ダイガンダー（ドラゴバースト）
- ヒートガイジェイ（セルジュ・エチゴ）

2003年
- WOLF'S RAIN（フクロウ、ダルシア一世）
- F-ZERO ファルコン伝説（2003年 - 2004年、ブラックシャドー）
- カスミン（暗闇将軍）
- ギャラクシーエンジェル（第3期）（惑星破壊男モリヲ）
- 京極夏彦 巷説百物語（長耳）
- コロッケ!（ゴーヤ）
- 金色のガッシュベル!!（2003年 - 2004年、フェイン、ビクトリーム）
- 魁!!クロマティ高校（2003年 - 2004年、メカ沢新一、メカ沢バイク、店主、親方、メカ沢新一姫）
- 獣兵衛忍風帖 龍宝玉篇（狐火）
- SPACE PIRATE CAPTAIN HERLOCK（イリタ）
- 釣りバカ日誌（五味川）
- D・N・ANGEL（エーリッヒ・V・ヴァンデンバーグ）
- デュエル・マスターズ（2003年 - 2021年、ジョージ） - 8シリーズ
- プラネテス（ギガルト・ガンガラガッシュ）
- 冒険遊記プラスターワールド（ダイランド）
- ポケットモンスター サイドストーリー（キンゾー）

2004年
- クロノクルセイド（デュフォー）
- ごくせん（大島京太郎）
- サムライチャンプルー（文大）
- 砂ぼうず（雨蜘蛛）
- ゾイドフューザーズ（ロジャー）
- 鉄人28号（第4作）（村雨竜作）
- ドラえもん（テレビ朝日版第1期）（警部）
- ニニンがシノブ伝（音速丸）
- 遊☆戯☆王デュエルモンスターズGX（タイタン）

2005年
- ああっ女神さまっ（2005年 - 2006年、千兵衛） - 2シリーズ
- 戦国英雄伝説 新釈 眞田十勇士 The Animation（榊原式部大輔康政）
- ガンパレード・オーケストラ（ハードボイルドペンギン）
- Canvas2 〜虹色のスケッチ〜（美咲二郎）
- こいこい7（学園長）
- トランスフォーマー ギャラクシーフォース（フレイムコンボイ）
- バジリスク 〜甲賀忍法帖〜（柳生宗矩）
- 魔法先生ネギま!（魔将軍）

2006年
- あたしンち（リングアナ）
- いぬかみっ!（赤道斎）
- おとぎ銃士 赤ずきん（パンプキング）
- 機神咆哮デモンベイン（アウグストゥス）
- 銀魂（2006年 - 2018年、松平片栗虎、スーパー地球人） - 4シリーズ
- コードギアス 反逆のルルーシュ（2006年 - 2008年、シャルル・ジ・ブリタニア皇帝） - 2シリーズ
- 少年陰陽師（窮奇）
- スーパーロボット大戦OG -ディバイン・ウォーズ-（マイヤー・V・ブランシュタイン）
- 009-1（所長、士官）
- Soul Link（森本茂道）
- つよきす Cool×Sweet（橘平蔵）
- 天保異聞 妖奇士（鳥居耀蔵）
- 姫様ご用心（首領X）
- 吉永さん家のガーゴイル（ガーゴイル）
- ラブゲッCHU 〜ミラクル声優白書〜（大原平蔵）

2007年
- 大江戸ロケット（鳥居耀蔵）
- ケロロ軍曹（2007年 - 2011年、シュララ、アンドロメダW型の患者）
- 獣装機攻ダンクーガノヴァ（WILL）
- スカルマン（BRAINGEAR総帥）
- 地球へ…（ナレーション）
- D.Gray-man（ウィンターズ・ソカロ）
- NANA（金本豪）
- BACCANO! -バッカーノ!-（ギュスターヴ・サンジェルマン）
- ハヤテのごとく!（2007年 - 2009年、天の声〈ナレーション〉、コーチ、見切照雄） - 2シリーズ
- Hello Kitty りんごの森とパラレルタウン（マックロー）
- ふしぎ星の☆ふたご姫 Gyu!（ブラッククリスタルキング）
- Myself ; Yourself（電波将軍、教師）
- 護くんに女神の祝福を!（鷹栖尚幸）
- モノノ怪「海坊主」（海座頭）

2008年
- 喰霊 -零-（ナブー兄弟）
- かんなぎ（酔漢おじさん）
- ゴルゴ13（バート・ウォルシュ保安官）
- 西洋骨董洋菓子店 〜アンティーク〜（芥川忠宏）
- 全力ウサギ（ブチョウ）
- 鉄腕バーディー DECODE（2008年 - 2009年、スケルツォ・ガ＝デール） - 2シリーズ
- ドルアーガの塔 〜the Aegis of URUK〜（扉の声）

2009年
- キディ・ガーランド（ナレーション、タマ、シュウ）
- 戦国BASARA（2009年 - 2010年、織田信長） - 2シリーズ
- 空を見上げる少女の瞳に映る世界（グンタール）
- タユタマ -Kiss on my Deity-（泉戸裕導）
- チャギントン（フロスティーニ）
- ドラえもん（テレビ朝日版第2期）（ヤギオ）
- ねぎぼうずのあさたろう（そばがきげんえもん）
- プリンセスラバー!（有馬一心）

2010年
- ドラゴンボール改（2010年 - 2015年、セル） - 2シリーズ
- FAIRY TAIL（星霊王）

2011年
- うたの☆プリンスさまっ♪ マジLOVEシリーズ（2011年 - 2016年、シャイニング早乙女） - 4シリーズ
- スーパーロボット大戦OG -ジ・インスペクター-（アインストレジセイア）
- とある魔術の禁書目録 シリーズ（2011年 - 2018年、ビアージオ＝ブゾーニ） - 2シリーズ
- DOG DAYS（2011年 - 2015年、ゴドウィン・ドリュール） - 3シリーズ
- Dororonえん魔くん メ〜ラめら（閻魔大王）
- 日常（ナレーション）
- ぬらりひょんの孫 千年魔京（宝船）
- 真剣で私に恋しなさい!!（元総理）
- 未来日記（デウス・エクス・マキナ）
- 47都道府犬（山口犬）

2012年
- SKET DANCE（亀井本部長）

2013年
- 宇宙戦艦ヤマト2199（ヘルム・ゼーリック）
- 這いよれ! ニャル子さんW（サイクロン掃除機）
- ブラッドラッド（ウルフダディ）

2014年
- ウィザード・バリスターズ 弁魔士セシル（使い魔ナナジーニィ）
- 月刊少女野崎くん（漫画の声）

2015年
- みんな集まれ!ファルコム学園SC（ギャランドゥ）

2016年
- うしおととら（紅煉）
- ビッグオーダー（草木国土）

2017年
- 鬼灯の冷徹（2017年 - 2018年、漢） - 2シリーズ

2018年
- ポプテピピック（2018年 - 2021年、ピピ美〈第3話Bパート / 再放送・リミックス版第1話Bパート〉）
- されど罪人は竜と踊る（アムプーラ）
- 踏切時間（はっさくおじさん）
- プラネット・ウィズ（閣下）
- ハイスコアガール（ベガさん）
- 学園BASARA（織田信長）

2019年
- アフリカのサラリーマン（AFUKADO部長）

2020年
- 名探偵コナン 大怪獣ゴメラVS仮面ヤイバー（大滝悟郎）
- りばあす（ナレーション）
- 継つぐもも（皇すすむ）
- 100万の命の上に俺は立っている（ゲームマスター）

2021年
- かげきしょうじょ!!（穴井一尉）
- ゲッターロボ アーク（バット将軍）
- マブラヴ オルタネイティヴ（2021年 - 2022年、パウル・ラダビノッド） - 2シリーズ
- 吸血鬼すぐ死ぬ（2021年 - 2023年、吸血デメキン、ロナデュエルド公式ナレーション） - 2シリーズ

2025年
- GUILTY GEAR STRIVE: DUAL RULERS（ジョニー）

### 劇場アニメ
1980年
- がんばれ!!タブチくん!! 初笑い第3弾 あゝツッパリ人生

1981年
- 機動戦士ガンダム（ジーン）

1982年
- SPACE ADVENTURE コブラ

1984年
- 未来少年コナン 巨大機ギガントの復活

1985年
- オーディーン 光子帆船スターライト（竜王直紀）

1986年
- ウインダリア（カイル）
- 強殖装甲ガイバー（石渡長官）
- ゲゲゲの鬼太郎 最強妖怪軍団!日本上陸!!（天狗）
- 11人いる!（ヌー）

1987年
- 宝島

1988年
- 銀河英雄伝説 わが征くは星の大海（ロイエンタール）
- 闘将!!拉麵男（バンボロ）
- めぞん一刻 完結篇（茶々丸のマスター）

1989年
- ギャラガ HYPER PSYCHIC GEO GARAGA（アルフ）
- ファイブスター物語（ボード・ヴュラード）

1991年
- うしろの正面だあれ（お父さん）
- 機動戦士ガンダムF91（バルド中尉）
- とべ!くじらのピーク（お父さん）

1992年
- アップフェルラント物語（デンマン）

1993年
- 銀河英雄伝説 新たなる戦いの序曲（ロイエンタール）
- Coo 遠い海から来たクー（マクドネル船長）
- 獣兵衛忍風帖（現夢十郎）

1995年
- スレイヤーズ（ラゴス）

1996年
- ブラック・ジャック 劇場版（ニコラス・ドリス）

1997年
- スレイヤーズぐれえと（ロード・グラニオン）

1998年
- 機動戦艦ナデシコ -The prince of darkness-（ヤマサキ）

2001年
- メトロポリス（ペロ）

2003年
- 名探偵コナン 迷宮の十字路（大滝警部）

2005年
- 劇場版デュエル・マスターズ 闇の城の魔龍凰（ジョージ）

2006年
- トップをねらえ! & トップをねらえ2! 合体劇場版!!（オオタコウイチロウ）
- 名探偵コナン 探偵たちの鎮魂歌（大滝警部）

2007年
- 鉄人28号 白昼の残月（村雨竜作）

2009年
- 劇場版デュエル・マスターズ 黒月の神帝（ジョージ）
- 天上人とアクト人最後の戦い（グンタール）

2010年
- 劇場版 銀魂 新訳紅桜篇（松平片栗虎）
- マルドゥック・スクランブル 圧縮（ミディアム・ザ・フィンガーネイル）

2011年
- スクライド オルタレイション TAO（予告ナレーション）
- 劇場版 戦国BASARA -The Last Party（織田信長）
- マルドゥック・スクランブル 燃焼（ミディアム・ザ・フィンガーネイル）

2012年
- チベット犬物語 〜金色のドージェ〜（ギャロ）

2013年
- BAYONETTA BLOODYFATE（バルドル）
- 名探偵コナン 絶海の探偵（大滝警部 ）

2016年
- 鷹の爪8 〜吉田くんのX（バッテン）ファイル〜（グレイ司令官）

2017年
- 名探偵コナン から紅の恋歌（大滝警部）
- コードギアス 反逆のルルーシュ I - III（2017年 - 2018年、シャルル・ジ・ブリタニア皇帝） - 3部作

2019年
- コードギアス 復活のルルーシュ（シャルル・ジ・ブリタニア）

2021年
- 銀魂 THE FINAL（松平片栗虎）

2022年
- ドラゴンボール超 スーパーヒーロー（セルマックス）

2025年
- ヴァージン・パンク Clockwork Girl（トミー・J）

### OVA
1985年
- ジャスティ（レクター司令）
- くりいむレモン Part.4 POPCHASER（ザック）

1986年
- コスモス・ピンクショック（ナレーター）
- 装鬼兵MDガイスト（ガイスト）
- 超時空ロマネスク SAMY MISSING・99（ノア）
- 超獣機神ダンクーガ 失われた者たちへの鎮魂歌（シャピロ・キーツ）
- バイオレンスジャック ハーレムボンバー（ボンバー）

1987年
- 禁断の黙示録 クリスタル・トライアングル（岩上銀次）
- ダーティペア（支配人）
- ブラックマジック M-66（ロジャー）
- 魔境外伝レディウス（カイザー）

1988年
- アップルシード（セバスチャン）
- 宇宙家族カールビンソン（ケン）
- 機甲猟兵メロウリンク（ゴルフィ軍曹）
- 恐怖のバイオ人間 最終教師（研究所長）
- 銀河英雄伝説（オスカー・フォン・ロイエンタール）
- 孔雀王（高原巽磨）
- Crying フリーマン（シケバロ）
- トップをねらえ!（1988年 - 1989年、コーチ）
- New Story of Aura Battler DUNBINE（ナレーター）
- 竜世紀（レフリー）

1989年
- アッセンブル・インサート（服部特工課長）
- 強殖装甲ガイバー（オズワルド・A・リスカー）
- ゴクウ（白竜幻二）
- 超獣機神ダンクーガ 白熱の終章（シャピロ）
- 超人ロック ロードレオン（ウル）
- ドッグソルジャー DOG SOLDIER:SHADOWS OF THE PAST（竹邑）
- ヤンキー烈風隊（岩倉猛）

1990年
- A.D.POLICE（ビリー・ファンワード）
- 押忍!!空手部（岩鉄）
- 電脳都市OEDO808（デカチョウ〈長谷川十蔵〉）
- BE-BOP-HIGHSCHOOL（1990年 - 1998年、江田）
- 八神くんの家庭の事情（八神陽司）
- ロードス島戦記（1990年 - 1991年、ウッド・チャック / ウッドカーラ）

1991年
- ウィザードリィ（ランディ）
- 静かなるドン
- 聖伝-RG VEDA-（帝釈天）
- DETONATORオーガン（トモルの兄、ラング、シモンズ）
- 忍者龍剣伝（ロバート・T・スタージョン）
- BURN-UP（マッコイ）
- 魔宮戦場 Vol.1 ゴッド・ブラッド（デビッド・ロックフォード）
- 魔宮戦場2（デビッド・ロックフォード）
- 魍魎戦記MADARA（弥勒帝）

1992年
- イース 天空の神殿〜アドル・クリスティンの冒険（ダーム）
- うしおととら（鏢）
- 伝染るんです。（犬山たみ）
- 機神兵団（新開纏）
- ジャイアントロボ THE ANIMATION -地球が静止する日（1992年 - 1998年、神行太保・戴宗）
- JOKER マージナル・シティ（ナレーション）
- 天地無用! 魎皇鬼（神我人）
- なにわ遊侠伝（田神）

1993年
- ジェノサイバー 虚界の魔獣（若山）
- 特捜戦車隊ドミニオン（ビットリオ・ミューラー）

1994年
- 青空少女隊（小西充）
- 真・孔雀王（黄海峰）
- プラスチックリトル（ジョシュア・L・バルボア）
- マーズ（ギル）

1995年
- 沈黙の艦隊（海原渉）
- 鉄腕GinRei Episode.23 禁断の果実を奪還せよ 極楽大作戦!!（戴宗）
- BADBOYS3 BEST FRIEND（平野）
- YAMATO2520（スラウザ少佐）

1996年
- 鉄腕バーディー（バチルス）

1998年
- 聖少女艦隊バージンフリート（若本少佐）
- 魔界転生（荒木又右衛門）
- ONE PIECE 倒せ!海賊ギャンザック（ギャンザック）

2000年
- からくりの君（睚弥三郎）
- 真ゲッターロボ対ネオゲッターロボ（バット将軍）
- MEZZO FORTE（広岡）

2001年
- ジョジョの奇妙な冒険 ADVENTURE（ホル・ホース）

2002年
- 高校鉄拳伝タフ（アイアン木場）

2003年
- 名探偵コナン コナンと平次と消えた少年（大滝警部）

2005年
- Prayers プレイヤーズ（スズキ）

2006年
- HELLSING（2006年 - 2012年、アレクサンド・アンデルセン神父） - 6作品

2007年
- やわらか三国志 突き刺せ!! 呂布子ちゃん（高順）

2008年
- クイズマジックアカデミー（ガルーダ）

2009年
- ハヤテのごとく!! アツがナツいぜ 水着編!（天の声〈ナレーション〉）

2010年
- 名探偵コナン MAGIC FILE4 大阪お好み焼きオデッセイ（大滝悟郎）

2011年
- 恋姫†無双 †はわわっDVD七巻はOVAすぺしゃるですよ〜†（貂蝉）

2012年
- コードギアス 反逆のルルーシュ ナナリーinワンダーランド（シャルル・ジ・ブリタニア皇帝）

2013年
- コードギアス 双貌のオズ ピクチャードラマDVD（シャルル・ジ・ブリタニア）

2014年
- ハヤテのごとく!（天の声〈ナレーション〉）※単行本第41巻OVA付き特別版

2015年
- 今際の国のアリス（無線音声〈ボーシヤ〉）※単行本第14巻OVA付き特別版

2020年
- 鬼灯の冷徹（漢） - コミックス第30巻DVD付き限定版

### Webアニメ
- あゆまゆ劇場（2006年、パウル・ラダビノッド）
- たまぽんず（2017年、たま会長[132]）
- ポプテピピック×日本中央競馬会JRA「ポプテピ記念」（2018年、ピピ美〈後半〉[133]）
- 銀魂 THE SEMI-FINAL 真選組篇（2021年、松平片栗虎）
- どるふろ -癒し篇2-（2021年、ナレーション）
- スーパードラゴンボールヒーローズ プロモーションアニメ（2021年 - 2023年、セル）
- スーパードラゴンボールヒーローズ プロモーションCGムービー（2023年、セル〈オゾット〉）

### ゲーム
1991年
- 電脳都市OEDO808 獣の属性（デカチョウ〈長谷川十蔵〉）
- 三国志 英傑天下に臨む（関羽、張飛 他）
- シャーロック・ホームズの探偵講座（シャーロック・ホームズ）

1992年
- クイズの星（魔王カオス、鎌田先生）
- トップをねらえ! GunBuster Vol.1（オオタ・コウイチロウ）
- 横山光輝 真・三国志（関羽、張飛 他）
- 魔法の少女シルキーリップ（ドメ大竹、魔導覇王）
- ロードス島戦記（ウッド・チャック）※PCエンジン版

1993年
- ヴェインドリーム（モードレット、ナレーション）※TOWNS版
- シャーロック・ホームズの探偵講座II（シャーロック・ホームズ）
- 天使の詩II 堕天使の選択（ランゾー）
- トップをねらえ! GunBuster Vol.2（オオタ・コウイチロウ）
- ドラゴンボールZ 超武闘伝（セル）
- ドラゴンボールZ 超武闘伝2（セル）
- フラッシュハイダース（ムーンライズ）
- へべれけのぽぷーん（すけざえもん、うつーじん、うにょ〜ん）
- 幽☆遊☆白書（酎、武威）※SFC版
- 幽☆遊☆白書 闇勝負!!暗黒武術会（酎）

1994年
- ドラゴンボールZ 武勇烈伝（セル）
- ドラゴンボールZ 偉大なる孫悟空伝説（セル）
- 幽☆遊☆白書2 格闘の章（酎）
- 幽☆遊☆白書 魔強統一戦（酎）
- 幽☆遊☆白書 特別篇（武威）
- 幽☆遊☆白書（酎）※3DO版
- ロードス島戦記 英雄戦争（ウッド・チャック）

1995年
- おーちゃんのお絵かきロジック（すけざえもん）
- 空想科学世界ガリバーボーイ（スミス）※PCエンジン版
- 3×3EYES〜吸精公主〜（楊）
- 聖夜物語（バスターギア）
- ドラゴンボールZ アルティメットバトル22（セル）
- ドラゴンボールZ 真武闘伝（セル）
- 鬼神童子ZENKI FX 金剛焱闘（魔屡蓮）

1996年
- 空想科学世界ガリバーボーイ（スミス） - セガサターン版
- 3×3EYES 〜吸精公主〜 S（楊）
- 戦国ブレード（アイン） - セガサターン版
- ドラゴンボールZ 偉大なるドラゴンボール伝説（セル）
- ドラゴンボールZ HYPER DIMENSION（セル）
- ライトニングレジェンド 大悟の大冒険（ドラグレス）
- LASTBRONX 東京番外地（黒澤透）
- 流星雀士キララ☆スター（キャプテンゴージャス）

1997年
- 悪魔城ドラキュラX 月下の夜想曲（ドラキュラ伯爵）
- アルナムの翼 焼塵の空の彼方へ（クガク）
- EVE burst error（ロス・御堂）
- 聖夜物語 AnEarth Fantasy Stories（バスターギア）
- 機動戦士ガンダム外伝 THE BLUE DESTINY（フィリップ・ヒューズ）
- グランディア（バール）
- スーパーロボット大戦F（アレン・ブレディ、シャピロ・キーツ、リョクレイ・ロン、オオタコウイチロウ）
- 対戦ホットギミック（カイン）
- ドラゴンボール FINAL BOUT（セル）
- My Dream 〜On Airが待てなくて〜（暮林貫太郎）
- ワールド・ネバーランド 〜オルルド王国物語〜（ニーブン）

1998年
- イースII・セガサターン版（ダレス）
- SDガンダム GGENERATION（1998年 - 2016年、ジーン〈ZERO・F〉、フィリップ・ヒューズ、バルド、ドク・ダーム） - 8作品
- 快速天使（はづき社長、山賊頭、私兵部隊 他）
- 火星物語（ヴィルド）
- グランディア 〜デジタルミュージアム〜（バール）
- サンパギータ（組員1）
- 新世紀エヴァンゲリオン エヴァと愉快な仲間たち（コーチ）
- スーパーアドベンチャーロックマン（ナレーション）
- スーパーロボット大戦F完結編（アレン・ブレディ、リョクレイ・ロン、シャピロ・キーツ、オオタコウイチロウ）
- 対戦ホットギミック 快楽天（カイン）
- ひみつ戦隊メタモルV（大紋寺激）
- U.P.P.（武皇）

1999年
- スーパーロボット大戦コンプリートボックス（アレン・ブレディ）
- 聖少女艦隊バージンフリート（若本少佐）
- ときめきメモリアル2（一文字薫、喜怒川甲、虚無僧）
- ヴァルキリープロファイル（ジェイクリーナス、アズタロサ、鬼、ツタンカーム）
- 火魅子伝（蛇渇）
- 爆走デコトラ伝説2（晃）
- 胸騒ぎの予感 八神ひろきのGame-Taste（田上）

2000年
- エターナルアルカディア（ギルダー）
- カプコン バーサス エス・エヌ・ケイ ミレニアムファイト 2000（ベガ）
- ガンバード2（アイン）
- 機動警察パトレイバー 〜ゲームエディション〜（クリシュナ・アマルナート）
- GUILTY GEARシリーズ（ジョニー、GUILTY GEAR X以後登場）
- スーパーロボット大戦α（アレン・ブレディ、シャピロ・キーツ、オオタコウイチロウ）
- 聖戦士ダンバイン 聖戦士伝説（アレン・ブレディ、ナレーション）
- バウンサー（ドゥラガン・C・ミカド）
- ブレイドアーツ 〜黄昏の都ルルイエ〜（ナカムラ）
- 天使のプレゼント マール王国物語（フォンフォン、グワンジ、モミー、ナレーター）
- 名探偵コナン 3人の名推理（大滝刑事）
- リトルプリンセス（フォンフォン、グワンジ、モミー）

2001年
- EVE The Fatal Attraction（プリーチャー）
- カプコン バーサス エス・エヌ・ケイ ミレニアムファイト 2000 PRO（ベガ）
- CAPCOM VS. SNK 2 MILLIONAIRE FIGHTING 2001（ベガ）
- ザ・キング・オブ・ファイターズ 2001（イグニス）
- スーパーロボット大戦α for Dreamcast（アレン・ブレディ、シャピロ・キーツ、オオタコウイチロウ）
- ポポロクロイス物語II（鬼面童子、ジャンボ）
- ロックマンX6（ハイマックス）

2002年
- ザ・キング・オブ・ファイターズ 2002（オメガ・ルガール）
- スーパーロボット大戦IMPACT（ノイ・レジセイア、シャピロ・キーツ、アレン・ブレディ）
- テイルズ オブ デスティニー2（バルバトス・ゲーティア）
- ポポロクロイス はじまりの冒険（ヤズム）

2003年
- あしたのジョー 〜まっ白に燃え尽きろ!〜（金竜飛）
- SNK VS. CAPCOM SVC CHAOS（ベガ）
- 機神咆吼デモンベイン（アウグストゥス）
- 機動戦士ガンダム めぐりあい宇宙（ジーン）
- キノの旅 店の話（店主）
- コロッケ!3 グラニュー王国の謎（ゴーヤ）
- スーパーロボット大戦Scramble Commander（シャピロ・キーツ）
- 電脳戦機バーチャロン マーズ（ダイモン）
- ドラゴンボールZ（セル）
- 半熟英雄対3D（3D大元帥）
- 武刃街（殴天災）
- マブラヴ（パウル・ラダビノッド）
- ワイルドアームズ アルターコード:エフ（ジークフリード）

2004年
- 鬼武者3（明智光秀）
- CAPCOM FIGHTING Jam（ベガ）
- 機神咆吼デモンベイン（アウグストゥス）
- クイズマジックアカデミーシリーズ（ガルーダ）※2以降
- 魁!!クロマティ高校 〜これはひょっとしてゲームなのか!?編〜（メカ沢新一）
- ドラゴンボールZ2（セル）
- ドラゴンボールZ 舞空闘劇（セル）
- スーパーロボット大戦GC（バット将軍、シャピロ・キーツ）
- 金色のガッシュベル!! 激闘!最強の魔物達（フェイン、ビクトリーム）
- 金色のガッシュベル!! うなれ!友情の電撃2（ビクトリーム）

2005年
- 永遠のアセリア 〜この大地の果てで〜（黒き刃のタキオス、聖賢）
- 家族計画 〜心の絆〜（高屋敷寛）
- 機動戦士ガンダム0079カードビルダー（ロイ・グリンウッド）
- キングダム ハーツII（ゼムナス）
- コロッケ!DS 天空の勇者たち（ゴーヤ）
- 金色のガッシュベル!! 友情タッグバトル2（ビクトリーム）
- 金色のガッシュベル!! うなれ!友情の電撃 ドリームタッグトーナメント（ビクトリーム）
- 金色のガッシュベル!! ゴー!ゴー!魔物ファイト!!（ビクトリーム）
- サモンナイトエクステーゼ 夜明けの翼（ファイファー）
- 戦国BASARA（織田信長）
- 第3次スーパーロボット大戦α 終焉の銀河へ（シャピロ・キーツ）
- テイルズ オブ ザ ワールド なりきりダンジョン3
- DUEL SAVIOR JUSTICE（ムドウ）
- ドラゴンボールZ Sparking!（2005年 - 2024年、セル、セルマックス〈DLC追加キャラクター〉） - 4作品
- ドラゴンボールZ3（セル）
- ファントム・キングダム（魔帝ロイヤルキングダーク3世）
- プリンセスメーカー4（魔王）
- ワイルドアームズ ザ フォースデトネイター（ガウン・ブラウディア）
- 幽☆遊☆白書FOREVER（酎）

2006年
- 悪魔城ドラキュラ ギャラリー オブ ラビリンス（ドラキュラ伯爵）
- ヴァルキリープロファイル レナス（ジェイクリーナス、アズタロサ、鬼、ツタンカーム）
- 新鬼武者 DAWN OF DREAMS（石田三成、酔っ払い）
- 己のダンジョン（ダン吉）
- ガンパレード・オーケストラ 白の章（ハードボイルドペンギン）
- 機神飛翔デモンベイン（アウグストゥス）
- クレヨンしんちゃん 最強家族カスカベキング うぃ〜（ミスターササグチ）
- 超ドラゴンボールZ（セル）
- 戦国BASARA2（織田信長）
- テイルズ オブ デスティニー（バルバトス・ゲーティア PS2）
- ドラゴンボールZ 真武道会（セル）
- バトルスタジアムD.O.N（セル）
- ファイナルファンタジーXII（アルシド・マルガラス）
- ファンタシースターユニバース（レンヴォルト・マガシ）
- ブルードラゴン（ネネ）
- 魔界戦記ディスガイア2（ゼノン）
- マブラヴ オルタネイティヴ（パウル・ラダビノッド）
- メタルギアソリッド ポータブル・オプス（ジーン）
- 遊☆戯☆王デュエルモンスターズGX タッグフォース（タイタン）

2007年
- 悪魔城ドラキュラ Xクロニクル（ドラキュラ伯爵）
- オーディンスフィア（ハインデル、死神レイス）
- 機動戦士ガンダム0083カードビルダー（ロイ・グリンウッド）
- キングダムハーツII ファイナル ミックス（ゼムナス）
- 銀魂 万事屋ちゅ〜ぶ ツッコマブル動画（松平片栗虎）
- CRYSIS（モリソン司令、ナノスーツボイス）※本編未使用
- クレヨンしんちゃんDS 嵐を呼ぶ ぬってクレヨ〜ン大作戦!
- スーパーロボット大戦OG ORIGINAL GENERATIONS（マイヤー・V・ブランシュタイン、シュテルン・ノイレジセイア）
- スターオーシャン1 First Departure（アシュレイ・バーンベルト）
- 体感魔法少女 マジっすか!?（オールスティックス / ナレーション）
- テイクダウン（マーク・キューエル）
- テイルズ オブ イノセンス（ガードル / タナトス）
- ドラゴンボールZ 真武道会2（セル）
- ドラゴンボールZ 遥かなる悟空伝説（セル）
- ハヤテのごとく! ボクがロミオでロミオがボクで（天の声）
- ファイナルファンタジーIV（DS版）（ルビカンテ）
- ファンタシースターユニバース イルミナスの野望（レンヴォルト・マガシ、カール・フリードリヒ・ハウザー）
- マブラヴ ALTERED FABLE（パウル・ラダビノット）
- メダル・オブ・オナー ヒーローズ（ハーグローブ大佐〈ナレーション〉）
- メタルギアソリッド ポータブル・オプス+（ジーン）
- ルミナスアーク（アンドレ）
- THE BATTLE OF 幽☆遊☆白書 〜死闘!暗黒武術会〜 120%（酎、剛鬼）

2008年
- 悪魔城ドラキュラ 奪われた刻印（ドラキュラ伯爵）
- ALONE IN THE DARK（クロウリー）
- 俺たちのサバゲー PORTABLE
- 恋姫†夢想 〜ドキッ☆乙女だらけの三国志演義〜（貂蝉）
- コードギアス 反逆のルルーシュ LOST COLORS（シャルル・ジ・ブリタニア皇帝）
- コードギアス 反逆のルルーシュ R2 盤上のギアス劇場（シャルル・ジ・ブリタニア皇帝）
- サムライスピリッツ閃（ゴルバ）
- Scarlett 〜日常の境界線〜（別当和泉八郎スカーレット）
- ストリートファイターIV（ベガ）
- 戦国BASARA X（織田信長）
- ソウルキャリバーIV（吉光）
- 体感魔法少女 マジっすか!?Duo（ナレーション）
- ZWEI II（ザハール、超人ギャランドゥ、ナレーション）
- テイルズ オブ ヴェスペリア（「英雄を殺めし者」）
- ディシディア ファイナルファンタジー（カオス）
- ドラゴンボールZ インフィニットワールド（セル）
- ドラゴンボールZ バーストリミット（セル）
- NINJA GAIDEN 2（ジョウ・ハヤブサ）
- ハヤテのごとく! お嬢様プロデュース大作戦 ボク色にそまれっ!（天の声、伝説の樹）
- ひぐらしのなく頃に絆（山沖薫）
- ファンタジーアース ゼロ（ナイアス王）
- ファンタシースターポータブル（ANDYOU）
- 魔界戦記ディスガイア 魔界の王子と赤い月（ナレーション）
- 魔界戦記ディスガイア3（魔帝ロイヤルキングダーク3世）※2009年配信開始されたダウンロードコンテンツで登場
- MAPLUS ポータブルナビ2（ナビゲーション音声）※有料ダウンロードコンテンツ

2009年
- エレベーターアクションアクション デスパレード（シルヴァン・デュラス）
- 戦国BASARA BATTLE HEROES（織田信長）
- キングダム ハーツ 358/2 Days（ゼムナス）
- サイキン恋シテル?（ドS）
- スカシカシパンマンDS（スカシカシパンマン）
- ソウルキャリバー Broken Destiny（吉光）
- ディシディア ファイナルファンタジー ユニバーサルチューニング （カオス、戦闘ボイス日本語版限定）
- 断罪のマリア（教皇ザカリアス）
- テイルズ オブ ザ ワールド レディアント マイソロジー2（バルバトス・ゲーティア）
- テイルズ オブ バーサス（バルバトス・ゲーティア）
- ドラゴンボール レイジングブラスト（セル）
- ハヤテのごとく!! ナイトメアパラダイス（天の声）
- ファンタシースターポータブル2（レンヴォルト・マガシ）
- MAPLUS ポータブルナビ2（ナビゲーション音声）※有料ダウンロードコンテンツ

2010年
- うたの☆プリンスさまっ♪（シャイニング早乙女）
- うたの☆プリンスさまっ♪ -Amazing Aria-（シャイニング早乙女 / 早乙女光男）
- Angelic Crest（プラハ）
- エンド オブ エタニティ（ガリジャーノン）
- 家庭教師ヒットマンREBORN!DS フェイトオブヒートIII 雪の守護者来襲!（パーヴェント）
- コール オブ デューティ ブラックオプス（ニキタ・ドラゴヴィッチ少将）
- スーパーストリートファイターIV（ベガ）
- スーパーストリートファイターIV アーケードエディション（ベガ）
- スプリンターセル コンヴィクション（ヴィクター・コステ）
- 絶対ヒーロー改造計画（ナレーション）
- ゼノブレイド（ムムカ / 黒いフェイス）
- 戦国BASARA3（織田信長）
- DANTE'S INFERNO 〜神曲 地獄篇〜（カロン）
- 電撃のピロト〜天空の絆〜（モルス）
- ドラゴンボール タッグバーサス（セル）
- ドラゴンボールヒーローズ（セル）
- ドラゴンボール レイジングブラスト2（セル）
- マブラヴラジオ ADV（パウル・ラダビノッド）
- プリンセスラバー! 〜Eternal Love For My Lady〜（有馬一心）
- 北斗無双（ナレーション）

2011年
- アンジェリーク 魔恋の六騎士（マクシミリアス）
- うたの☆プリンスさまっ♪ Repeat（シャイニング早乙女）
- 学園特救ホトケンサー（ヅケホルマリン）
- キャサリン（マスター / トーマス・マトン）
- スライ・クーパー コレクション（ツァオ将軍）
- 機動戦士ガンダム オンライン（男性パイロット1）
- 戦国BASARA CHRONICLE HEROS（織田信長）
- 戦国BASARA3 宴（織田信長）
- ディシディア デュオデシム ファイナルファンタジー（カオス）
- テイルズ オブ ザ ワールド レディアント マイソロジー3（バルバトス・ゲーティア）
- トイ・ウォーズ（レボルトC）
- ドラゴンボール改 アルティメット武闘伝（セル）
- 第2次スーパーロボット大戦Z 破界篇 / 再世篇（シャルル・ジ・ブリタニア、ムーンWILL）
- TERA The Exiled Realm of Arborea（サマエル・グランウッド）
- ファイナルファンタジー零式（オーディン）
- ファンタシースターポータブル2 インフィニティ（レンヴォルト・マガシ、フロウウェン）
- みんなのGOLF 6（アイザック）

2012年
- うたの☆プリンスさまっ♪ Debut（シャイニング早乙女）
- エースコンバット3D クロスランブル（ウルリッヒ・オルセン）
- 鬼武者Soul（長続連、磯野員昌、田中吉政、石田三成 他）
- キングダム ハーツ 3D ［ドリーム ドロップ ディスタンス］（ゼムナス）
- 幻想水滸伝 紡がれし百年の時（アーロン・バルカイ）
- 水平線まで何マイル? -ORIGINAL FLIGHT-（教官）
- ストリートファイター X 鉄拳（ベガ）
- ソウルキャリバーV（吉光）
- 断罪のマリア 〜ラ・カンパネラ〜（教皇ザカリアス）
- テイルズ オブ イノセンス R（ガードル / タナトス）
- DEMONS' SCORE（アザゼル）
- 時と永遠 〜トキトワ〜（スナッチ、メビウスドラゴン）
- Never Dead（アレックス）
- 真剣で私に恋しなさい!!R（総理）
- 未来日記 13人目の日記所有者 RE:WRITE（デウス・エクス・マキナ）
- モンスターハンター フロンティア オンライン（VOICE TYPE32、33）

2013年
- キングダム ハーツ HD 1.5 リミックス（ゼムナス）
- 銀魂のすごろく（松平片栗虎）
- スーパーロボット大戦UX（アウグストゥス）
- スプリンターセル ブラックリスト（ヴィクター・コステ）
- メタルマックス4 〜月光のディーヴァ〜（ベルイマン）

2014年
- ウルトラストリートファイターIV（ベガ）
- キングダム ハーツ HD 2.5 リミックス（ゼムナス）
- 三国魂（曹操）
- 戦国BASARA4（織田信長）
- 大乱闘スマッシュブラザーズ for Wii U（黒いフェイス）
- ベヨネッタ（バルドル） - Wii U版

2015年
- GUILTY GEAR Xrd -REVELATOR-（ジョニー）
- グランブルーファンタジー（2015年 - 2023年、イッパツ、ベガ、『ロボミ』イベント次回予告ナレーション）
- クリスタル クラウン
- 激闘! 三国英雄伝（曹操）
- 白猫プロジェクト（スカシカシパンマン）
- 戦国大戦 -1615 大坂燃ゆ、世は夢の如く-（徳川家康、片桐且元、安田忠能、SS東郷重信）
- 戦国BASARA4 皇（織田信長）
- デジモンストーリー サイバースルゥース（ドゥフトモン）
- ドラゴンボールZ 超究極武闘伝（セル）
- ドラゴンボール ゼノバース（セル）
- ひぐらしのなく頃に粋（山沖薫）
- PROJECT X ZONE 2:BRAVE NEW WORLD（ベガ、黒いフェイス、ガリジャーノン）
- LORD of VERMILION ARENA（ルビカンテ）
- エースコンバット3D クロスランブル+（ウルリッヒ・オルセン）

2016年
- ストリートファイターV（ベガ）
- 戦国BASARA 真田幸村伝（織田信長）
- ドラゴンボール ゼノバース2（セル、セルマックス）
- ドラゴンボールフュージョンズ（セル、セルーザ）

2017年
- ウルトラストリートファイターII -The Final Challengers-（ベガ）
- 黒騎士と白の魔王（マンモン）
- スーパーロボット大戦V（ヘルム・ゼーリック）

2018年
- 銀魂乱舞（松平片栗虎）
- ドラゴンボール ファイターズ（セル）
- テイルズ オブ ザ レイズ（バルバトス）
- 幽☆遊☆白書 100%本気バトル（酎）
- クイズRPG 魔法使いと黒猫のウィズ（シャルル・ジ・ブリタニア）

2019年
- キングダム ハーツIII（ゼムナス）
- キャサリン・フルボディ（マスター）
- JUMP FORCE（セル〈完全体〉）
- スーパーロボット大戦T / DD（アレン・ブレディ） - 2作品
- ラングリッサー モバイル（ベルンハルト）
- スーパードラゴンボールヒーローズ ワールドミッション（セル、セルX）
- 戦国BASARA バトルパーティー（織田信長）
- 金色のガッシュベル!! Golden Memories（ビクトリーム）
- LINE:ディズニー ツムツム（ゼムナス）
- ドラゴンクエストXI 過ぎ去りし時を求めて S（屍騎軍王ゾルデ）
- スターオーシャン1 First Departure R（アシュレイ・バーンベルト）
- デュエル・マスターズ プレイス（ジョージ釜本）

2020年
- とある魔術の禁書目録 幻想収束（ビアージオ）
- ドラゴンボールZ カカロット（セル）
- ゼノブレイド ディフィニティブ・エディション（ムムカ / 黒いフェイス）
- AFK アリーナ（トーラン）
- インディヴィジブル 闇を祓う魂たち（ラバナバー）
- 共闘ことばRPG コトダマン（2020年 - 2021年、酎、ビクトリーム）
- キングダム ハーツ メロディ オブ メモリー（ゼムナス）
- A.I.M.$ -All you need Is Money-（ミスター・ジャッジメント）
- エピックセブン（コルヴス）

2021年
- バディミッション BOND（アッカルド）
- テラクラシック（サマエル）
- ドラゴンクエストライバルズ（魔神ダークドレアム）
- 北斗の拳 LEGENDS ReVIVE（ベガ）
- スターオーシャン:アナムネシス（アシュレイ・バーンベルト）
- スーパーロボット大戦30（リョクレイ・ロン）

2022年
- THE KING OF FIGHTERS ALLSTAR（ベガ）
- コードギアス Genesic Re;CODE（シャルル・ジ・ブリタニア）
- コードギアス 反逆のルルーシュ ロストストーリーズ（2022年 - 2023年、シャルル・ジ・ブリタニア）
- ドラゴンクエストⅩ 天星の英雄たち オンライン（ダークドレアム）
- ライブアライブ（尾手院王、ボイスハート）
- ポーカーチェイス（鷲巣巌）
- ドラゴンボール ザ ブレイカーズ（セル、セルマックス）
- ドラゴンクエスト トレジャーズ 蒼き瞳と大空の羅針盤（財宝王、キングスライム族、スライム族、マドハンド族、サタンジェネラル族）

2023年
- GUILTY GEAR -STRIVE-（ジョニー） - DLC追加キャラクター

2024年
- 金色のガッシュベル!! 永遠の絆の仲間たち（ビクトリーム、フェイン）
- ストリートファイター6（シャドルー）
- REYNATIS/レナティス（海藤無限）
- 箱庭開拓 ハムスターと太陽の里（まっく）

### Webドラマ
- 炎の転校生 REBORN（2017年、天の声）

### 吹き替え

#### 担当俳優
ヴァーノン・ウェルズ
- ギャンブル/愛と復讐の賭け（ポデスタ兄）
- コマンドー（ベネット）※吹替の帝王版
- 聖戦（ハンニバル）
- マッドマックス2（ウェズ・ジョーンズ）※テレビ朝日版

ロバート・ネッパー
- アメリカン・ホラー・ストーリー ホテル #5（中尉）
- アローバース（ウィリアム・トックマン / クロック・キング）
  - ARROW/アロー
  - THE FLASH/フラッシュ

- ジャック・リーチャー NEVER GO BACK（ハークネス将軍）
- トランスポーター3 アンリミテッド（ジョンソン）
- ネイビーシールズ 全滅領域（石油会社のロビイスト）
- ネイビーシールズ: チーム6（海軍少佐）
- HAWAII FIVE-0 シーズン4 #13（内部調査官）
- HEROES ファイナル・シーズン（サミュエル・サリヴァン）
- THE BLACKLIST/ブラックリスト（運び屋）
- プリズン・ブレイク（セオドア・“ティーバッグ”・バッグウェル）
- HOMELAND（ジェイミー・マクレンドン）
- ホステージ（ウィル・ベックラー）※テレビ朝日版

#### 映画
- 愛されちゃって、マフィア（“キューカンバー” フランク・デ・マルコ〈アレック・ボールドウィン〉）※機内上映版[180]
- アウトランド
- アサシン 暗・殺・者（カウフマン〈ミゲル・フェラー〉）※ソフト版
- アニマル・ハウス（ダグラス・ニーダメイヤー〈マーク・メトカーフ〉）※テレビ朝日版
- アビス（モンク少尉）※フジテレビ版
- アブレイズ（フィリップス市長〈エドワード・アルバート〉）
- 荒馬と女（レイモンド・ターバー〈ケヴィン・マッカーシー〉）※TBS版
- アラン・ドロンのゾロ（スペイン軍兵士）※テレビ朝日版
- アンヴィル! 夢を諦めきれない男たち（ロブ・ライナー）
- アンダー・ファイア（オーツ〈エド・ハリス〉）
- アンダーワールド（ネッド・リンチ）
- アンドロメダ…（クレイン）※テレビ朝日版
- イブの三つの顔（陸軍軍曹〈ヴィンス・エドワーズ〉）
- いますぐ抱きしめたい（トニー）
- イヤー・オブ・ザ・ガン（ジョヴァンニ）
- イントルーダー 怒りの翼（'カウボーイ'パーカー少佐〈J・ケネス・キャンベル〉）※ソフト版
- ヴァンピレラ（ブラッド〈ロジャー・ダルトリー〉）
- ウルヴァリン:SAMURAI（将校[181]）
- 運命の瞬間/そしてエイズは蔓延した（ジム・カラン〈ソウル・ルビネック〉、ジョンストン〈デヴィッド・クレノン〉）
- エージェント・レッド（クレツ）
- エアポート'80（フレーリッヒ）
- エイリアン・コップ（フランク・ラモス〈ロバート・デヴィ〉[182]）※テレビ朝日版
- エイリアン4（ブリース〈ドミニク・ピノン〉）※フジテレビ版
- SF謎の宇宙船遭遇（フィル・キャメロン〈トム・ハリック〉、ウィアント、警備員1、アナウンサー1、技術者1）
- 黄金のランデブー（プレストン）
- 大いなる男たち（バッバ・ウィルクス〈ジャン＝マイケル・ヴィンセント〉）
- 大いなる西部（レイフ・ヘネシー）※テレビ朝日新録版
- オスロ国際空港/ダブル・ハイジャック（ヴィクター、追跡パイロット）
- オセロ（モンターノ〈ニコラス・ファレル〉）
- 男が女を愛する時（アール）
- 男の闘い（フランク・マキャンドリュー）
- オフサイド7（フォルクマン少佐〈アンソニー・バレンタイン〉）
- オレゴン魂
- 怪奇!吸血人間スネーク（呼び込みの男）
- カサンドラ・クロス（スコット〈トーマス・ハンター〉）※LD版
- 風とライオン ※テレビ朝日版
- カラーズ 天使の消えた街（ラリー・シルベスター〈グランド・L・ブッシュ〉）
- カリブの嵐（禿げた海賊〈シド・ヘイグ〉）※テレビ朝日版
- がんばれ!ベアーズ（アンパイア）※テレビ朝日版
- 紀元前1万年（ワン・アイ）※テレビ朝日版
- 宮廷料理人ヴァテール（ルイ14世〈ジュリアン・サンズ〉）
- 恐怖に襲われた街（ピエール・ヴァルデック）
- 空軍大戦略（キャンフィールド〈マイケル・ケイン〉）
- 空爆特攻隊（報告者）
- クラッシュダウン（リッチー〈ドン・スウェイジ〉）
- クリフハンガー（エルドン）※フジテレビ版
- グローリー（モンゴメリー大佐〈クリフ・デ・ヤング〉[183]）※ソフト版、（キャボット・フォーブス少佐〈ケイリー・エルウィス〉）※日本テレビ版
- K-9/友情に輝く星（ブラニガン警部補〈エド・オニール〉）※ソフト版
- 刑事ニコ/法の死角（ニーリー捜査官）※ソフト版
- ゲッタウェイ（ジム・ディアー・ジャクソン〈デヴィッド・モース〉）※テレビ朝日版
- 検事Mr.ハー/俺が法律だ（ワン署長〈メルヴィン・ウォン〉）
- コーキー・ロマーノ FBI潜入捜査官?（レオ・コリガン〈フレッド・ウォード〉）
- ゴールデン・チャイルド（悪魔〈フランク・ウェルカー〉）※テレビ朝日版
- コイサンマン（チミ） ※ビデオ版（「マーシーのファミリー吹替版」）
- 高校教師（レオ・モンタナリ）
- 候補者ビル・マッケイ
- 氷の微笑（アンドリュース）※ソフト版
- 心の旅（ブルース〈ブルース・アルトマン〉）※ソフト版
- ゴッドファーザー PART III（アル・ネリ〈リチャード・ブライト〉）※フジテレビ版
- 殺しのセレナーデ（ネット上の闇の詩人）
- サイバー・ソルジャー 史上最強の戦闘兵器（マデン大佐〈ウィリアム・サドラー〉）
- サイレント・ランニング（バークシャー船長）
- サザン・コンフォート/ブラボー小隊 恐怖の脱出（リース〈フレッド・ウォード〉）※毎日放送版
- ザ・ダイバー/炎の脱出（ロマーノ〈レイ・マンシーニ〉）※フジテレビ版
- ザ・ドライバー（ブルー〈ニック・ディミトリ〉[184]）※テレビ朝日版
- ザ・パッケージ/暴かれた陰謀（グレン・ウィテカー大佐〈ジョン・ハード〉）
- ザ・ビーチ（バッグス）※日本テレビ版
- サブウェイ・パニック（グレイ〈ヘクター・エリゾンド〉）
- さよならゲーム（クラッシュ・デイヴィス〈ケビン・コスナー〉）※機内上映版
- サルバドル/遥かなる日々
- シェーン（クリス・キャロウェイ〈ベン・ジョンソン〉）※テレビ東京版
- 地獄の7人（ドン）
- 史上最大のスーパー・チャンピオン（ガジンガ〈ロスコー・リー・ブラウン〉）
- 十戒（エジプト軍の隊長）
- 死の標的（マックス〈キース・デイヴィッド〉）※フジテレビ版
- シャーキーズ・マシーン（ビリー・スコア〈ヘンリー・シルヴァ〉）
- ジャッキー・チェンの必殺鉄指拳（兄貴〈チャン・ホンリー〉[185]）※TBS版、（首領〈チェン・ヨン・ウェン〉[185]）※ソフト版
- 出獄（フランク〈リチャード・コンテ〉）
- ショート・サーキット2 がんばれ!ジョニー5（ソーンダーズ）※日本テレビ版
- 少林寺への道（清の将軍）
- 新・荒野の七人 馬上の決闘（ディエゴ大佐〈マイケル・アンサラ〉）※テレビ東京版
- シン・シティ（ロアーク上院議員〈パワーズ・ブース〉）
- シン・シティ 復讐の女神（ロアーク上院議員〈パワーズ・ブース〉）
- スーパーマンIV 最強の敵（ニュークリアマン〈マーク・ピロウ〉[186]）
- スウォーム ※テレビ朝日版
- スクービー・ドゥー2 モンスターパニック（ジャコボ〈ティム・ブレイク・ネルソン〉）
- スター・ウォーズシリーズ（ランド・カルリジアン〈ビリー・ディー・ウィリアムズ〉）
  - スター・ウォーズ エピソード5/帝国の逆襲[187] ※ソフト版
  - スター・ウォーズ エピソード6/ジェダイの帰還[188] ※ソフト版
  - スター・ウォーズ/スカイウォーカーの夜明け[189]
- スタートレックIII ミスター・スポックを探せ!（トルグ）※日本テレビ版
- ステッピング・アウト（フランク）
- スピード（ノーウッド〈リチャード・ラインバック〉）※フジテレビ版
- スプラッシュ ※フジテレビ版
- スリー・トゥ・タンゴ（チャールズ〈ディラン・マクダーモット〉）
- セブンス・カース（アクアラ〈チョイ・カムコン〉）
- セルピコ（ネイト・スミス〈ネイサン・ジョージ〉）
- 続・荒野の七人（ロペス）※TBS版
- 卒業白書（グイド〈ジョー・パントリアーノ〉）
- ゾンビスクール!（ウェイド・ジョンソン〈レイン・ウィルソン〉）
- ダーティハリー3（神父）
- 対決（クラーク中佐〈ティム・リード〉）※VHS版
- 大災難P.T.A.（弁護士）
- 大地震（マイルズ〈リチャード・ラウンドトゥリー〉）※TBS版
- ダイ・ハード（エディ）※フジテレビ版
- ダイ・ハード2（ガーバー〈ドン・ハーヴェイ〉）※フジテレビ版
- ダイ・ハード3（マシアス・タルゴ）※フジテレビ版
- タイムマスター/アラジンの秘宝（ラクソア〈ジェームズ・フォークナー〉）
- ダイヤモンドの犬たち（通信士）
- 誰が為に鐘は鳴る（ダッツ大尉〈フランク・パリア〉）※TBS版
- TAXi（ドイツ人ギャング〈リチャード・サメル〉）※フジテレビ版
- タップス（アドルフ・カービー大佐〈ロニー・コックス〉）
- 007シリーズ
  - 007/ドクター・ノオ（ジョニー[190]）※TBS版
  - 007/ロシアより愛をこめて（ケリムの運転手）※TBS新録版
  - 007/ゴールドフィンガー（空港警備員[191]）※日本テレビ版
  - 007/サンダーボール作戦（バルガス[192]）※TBS版
  - 007は二度死ぬ（潜水艦艦長[193]）※TBS版
  - 女王陛下の007（キャンベル[194]）※TBS版
  - 007/ダイヤモンドは永遠に（ミスター・キッド[195]）※TBS新録版
  - 007/消されたライセンス（フランツ・サンチェス〈ロバート・デヴィ〉[196]）※VHS版
- チャップリンのスケート（スタウト氏〈エリック・キャンベル〉[197]）
- チャップリンの霊泉（痛風持ちの大男〈エリック・キャンベル〉[198]）
- チャトズ・ランド（マーティン・ホール〈ヴィクター・フレンチ〉）
- 沈黙の戦艦（トム・ブレイカー〈ニック・マンキューゾ〉）※テレビ朝日版
- ツイン・ドラゴン（タイガー〈カーク・ウォン〉）※テレビ朝日版
- 月蒼くして（マイケル・オニール〈トム・タリ―〉）※テレビ東京版
- ディレイルド 暴走超特急（メイソン〈トーマス・アラナ〉）
- デッドゾーン（ソニー・エリマン）
- デッドマン（コール・ウィルソン〈ランス・ヘンリクセン〉）
- テロリスト・ゲーム2/危険な標的（ミルズ・ヴァン・ディーン）※フジテレビ版
- トゥルーライズ（アジズ〈アート・マリック〉）※フジテレビ版
- ドクター・ドリトル2（ホワイト・ウルフ〈アーノルド・シュワルツェネッガー〉）※テレビ朝日版
- ドラキュラ（クィンシー・P・モリス〈ビリー・キャンベル〉）※テレビ朝日版
- ドラキュラ対フランケンシュタイン（リコ〈ラス・タンブリン〉）
- ドラゴンロード（キン〈チアン・ユンウェン〉[199]）※ソフト版
- ドランクモンキー 酔拳（店主の息子）※フジテレビ版
- ドリームシップ エピソード1/2（レギュレーター・ローグル）
- トリプルX ネクスト・レベル（アラバマ・“バマ”・コッブ）※ソフト版
- トレスパス（KJ〈アイス-T〉）
- ノー・マーシィ/非情の愛（ロサド〈ジェローン・クラッベ〉）
- ハード・ボイルド 新・男たちの挽歌（ジョニー〈アンソニー・ウォン〉）※フジテレビ版
- ハードロック・ハイジャック（マイロ・ジャクソン〈マイケル・マッキーン〉）
- ハイランダー2 甦る戦士（デヴィッド・ブレイク〈ジョン・C・マッギンリー〉）※VHS版
- ハイランダー/最終戦士（ジャコブ・ケル〈ブルース・ペイン〉）
- 裸のランチ（ハンク）
- 8mm（ディーノ・ベルベット〈ピーター・ストーメア〉[200]）
- バットマン ビギンズ（ヘンリー・デュカード〈リーアム・ニーソン〉）※フジテレビ版
- 波止場（テリー・マロイ〈マーロン・ブランド〉）※テレビ朝日新版
- パトリオット・ゲーム（マーティ・キャンター〈J・E・フリーマン〉）※ソフト版
- バトルトラック（ルーベン）
- ハリーの災難（カルヴィン・ウィッグス〈ロイヤル・ダノ〉）※テレビ朝日版
- パリ警視J（ソーブール・メカチ〈ヘンリー・シルヴァ〉）
- バンデットQ（盗賊リーダー〈デリック・オコナー〉）
- ハンバーガー・ヒル（デニス・ワーチェスター〈スティーヴン・ウェバー〉）
- ビッグ・ガン（子分A、ダミアノ）※テレビ朝日版
- 100万ドルの血斗（バート・ライアン〈ジョン・エイガー〉）
- ファースト・ミッション（ウォン警部〈メルヴィン・ウォン〉[201]）
- ファイナル・オプション（ピーター・スケルン大尉〈ルイス・コリンズ〉）※ソフト版
- ファイナル・カウントダウン（リチャード・T・オーウェンス中佐〈ジェームズ・ファレンティノ〉）※TBS版
- フィールド・オブ・ドリームス（スウィード・リスバーグ）※日本テレビ版
- フィラデルフィア・エクスペリメント（若いロングストリート博士〈マイルズ・マクナマラ〉）※フジテレビ版
- ふたりの男とひとりの女（警部補〈クリス・クーパー〉[202]）
- フラバー（ラトランドのコーチ）
- フランティック（刑事〈イヴ・レニエ〉）※TBS版
- ブルージーン・コップ（ザ・サンドマン〈パトリック・キルパトリック〉）※VHS版
- ペーパーチェイス（プルエット）
- ベスト・キッド ※テレビ朝日版
- 暴走特急（マーカス・ペン〈エヴェレット・マッギル〉[203]）※テレビ朝日版
- ボディガード（グレッグ・ポートマン〈トーマス・アラナ〉）※フジテレビ版
- ホワイト・ファング（ビューティ・スミス〈ジェームズ・レマー〉）※ソフト版
- マスク（ミッチ・ケラウェイ警部補〈ピーター・リーガート〉）※日本テレビ版
- マッドマックス2（パッパガーロ〈マイク・プレストン〉）※TBS版
- マッドマックス/サンダードーム（アイアンバー〈アングリー・アンダーソン〉）※フジテレビ版
- マドモアゼル（アントーニオ）
- マトリックス リローデッド（エージェント・ジョンソン〈ダニエル・バーンハード〉、ソーレン（スティーブ・バストーニ）、居眠りしている警備員）※フジテレビ版
- 真夜中の処刑ゲーム（ロイド[204]）
- マルコムX（アーチー〈デルロイ・リンドー〉）
- ミシシッピー・バーニング（フランク・ベイリー〈マイケル・ルーカー〉）※テレビ朝日版
- ミッドウェイ（渡辺安次中佐〈クライド・クサツ〉）※日本テレビ版
- ミッドナイト・スナイパー/死体なき殺人（ジェイク・サイモン〈ロバート・ユーリック〉）※テレビ東京版
- ミュータント・タートルズ（シュレッダー〈ジェームズ・サイトウ〉）※VHS版
- ミュータント・ワールド（大男）
- ムカデ人間（ヨーゼフ・ハイター博士〈ディーター・ラーザー〉）
- ムカデ人間3（ビル・ボス〈ディーター・ラーザー〉）
- 燃えよデブゴン 正義への招待拳（ペンサンピン）
- 燃えよデブゴン3 カエル拳対カニ拳（賭博場店員）
- 燃えよデブゴン7 鉄の復讐拳（コー・タイハイ〈フォン・ハックオン〉）
- 燃えよデブゴン8 鬼打鬼（警察のボス〈ラム・チェンイン〉）
- 燃えよデブゴン10 友情拳（マオ〈フォン・ハックオン〉）
- モスキート爆撃隊 ※TBS版
- 野獣戦争 ※日本テレビ版
- 野獣捜査線（ヴィクトル・コマチョ）
- 奴らを高く吊るせ!
- ヤングガン2（ジョン・W・ポー〈ヴィゴ・モーテンセン〉）※フジテレビ版
- 勇気ある追跡（ムーン〈デニス・ホッパー〉）※テレビ東京版
- 夕陽のギャングたち（ルイス大佐〈アントニー・セント・ジョン〉[205]）
- 予期せぬ出来事（ジョスリン〈ロナルド・フレーザー〉）※東京12ch版
- ライズ・オブ・シードラゴン 謎の鉄の爪（フォ・イー〈フー・ドン〉）
- ラスト・アクション・ヒーロー（ジョン・プラクティス〈F・マーリー・エイブラハム〉、ジャン＝クロード・ヴァン・ダム）※フジテレビ版
- ラスト・オブ・モヒカン（英国中尉〈ジャレッド・ハリス〉）※VHS版
- ランペイジ 巨獣大乱闘（ハーベイ・ラッセル〈ジェフリー・ディーン・モーガン〉[206]）
- リオ・ロボ（バイデ伍長）※フジテレビ版
- レジェンド/光と闇の伝説（闇の魔王〈ティム・カリー〉[207]）
- ロサンゼルス（ニルヴァーナ）※日本テレビ版
- ロサンゼルス・それぞれの愛（ケン〈ハーヴェイ・カイテル〉）
- ロス市警特捜刑事/惨劇のX'masイヴ（アイスマン〈ジョナサン・バンクス〉）
- ロッキー4/炎の友情（イワン・ドラゴ〈ドルフ・ラングレン〉[208]）※TBS版
- ロッキー5/最後のドラマ（イワン・ドラゴ〈ドルフ・ラングレン〉）※日本テレビ版
- ロビン・フッド（ガイ・ギズボーン〈マイケル・ウィンコット〉）※ソフト版
- ロビン・フッド（ウィル・スカーレット）
- ワールド・ウォーZ[209]（バート・レイノルズ〈デヴィッド・モース〉）
- ワーロック ※テレビ朝日版
- ワイルド・スピード MAX（カンポス〈ジョン・オーティス〉）※テレビ朝日版
- 私は犯された/エレイン夫人の裁判（スタン〈トム・セレック〉）※NET版
- ワンス・アポン・ア・タイム・イン・チャイナ外伝/天地笑覇（インディ・ジョーンズ）
- わんぱくデニス（サム〈クリストファー・ロイド〉）

#### ドラマ
- アメリカン・ヒーロー
- アルフ #23（ミンツ）
- 宇宙人ネッドのトークショー（ビリー・ディー・ウィリアムズ）
- X-ファイル（R・W・ゴッドフレイ医師〈ティム・ディクソン〉、ビル・パターソン捜査官〈カートウッド・スミス〉）※ソフト版
- オン・ジ・エアー（バディ・バドウォーラー〈ミゲル・フェラー〉）
- カウボーイビバップ（ビシャス〈アレックス・ハッセル〉[210]）
- カリブの海賊王（黒ひげ〈ジェームズ・ピュアフォイ〉）
- クレオパトラ2525 ベイリーの逆襲（クリーガン）
- 刑事コジャック（サーパスティン）
- 刑事コロンボシリーズ
  - 刑事コロンボ 黒のエチュード（マイク）※NHK版
  - 刑事コロンボ 偶像のレクイエム（刑事）
  - 刑事コロンボ 白鳥の歌（ベネット）
  - 刑事コロンボ 闘牛士の栄光（レオン医師）
  - 刑事コロンボ さらば提督（ジャド刑事、カメラマン）
  - 刑事コロンボ ルーサン警部の犯罪（係員）
  - 新・刑事コロンボ 死者のギャンブル（ハッカー）
- 刑事スタスキー&ハッチ シーズン1 #1（グレッグ・モートン）
- 三国志演義（韓遂文約）※NHK-BS2版
- CSI:マイアミ シーズン4&5（アントニオ・リアズ）
- ジェシカおばさんの事件簿 #1
- シャーロック・ホームズの冒険 入院患者（カートライト）
- 将軍 SHŌGUN（ローパー）
- 私立探偵マグナム シーズン2 #7（ギャリー）、#10（ケルシー）、#16（ダンボ〈ディック・バトカス〉）
- 死霊伝説 セーラムズ・ロット（カート・バーロウ〈ルトガー・ハウアー〉）
- 新アウターリミッツ（マッキー少佐〈コルム・フィオール〉）
- 新スタートレック（カーン〈トニー・トッド〉）
- 新・大草原の小さな家（ジョン・カーター）
- スーパーナチュラル（死の騎士）
- スターゲイト SG-1（アーサー・シムズ国防長官、アラール、タナー）
  - シーズン5 第100話 (ナレーター)
- スタートレック:ディープ・スペース・ナイン（カーン／ロデック〈トニー・トッド〉）
- スペース1999（ポール・モロー）
- 0011ナポレオン・ソロ2（ジャヌス〈ジェフリー・ルイス〉）
- 地上最強の美女たち!チャーリーズ・エンジェル シーズン2 #3（ルイージ）、#20（ガーソン）
- ツイン・ピークス（エド・ハーリー〈エヴェレット・マッギル〉）
- 特捜刑事マイアミ・バイス
  - シーズン1 #2（ポルノ男優）、#6（ルーサック）、#17（ティム・デュリエ〈ジェイ・O・サンダース〉）、#20（スネーク〈マイケル・カーマイン〉）
  - シーズン2 #9（ニコ〈ジョアキム・デ・アルメイダ〉）
  - シーズン3 #22（レブ・グスタフソン）
- 特捜班CI-5（ウィリアム・ボーディ〈ルイス・コリンズ〉）
- ドクタークイン 大西部の女医物語 パイロット版（ジェイク・スリッカー〈コルム・ミーニイ〉）
- ドクター・フー
- 特別狙撃隊S.W.A.T. シーズン1 #2（アーリー・ウォーレン）、#7（ラメリ）、#13（ベン・ワイリー〈ジョージ・ディセンゾ〉）
- 特攻野郎Aチーム
  - シーズン4 #2（チャールス・レイク）
  - シーズン5 #9（バイロン・チン〈スーン＝テック・オー〉）
- ナイトライダー
  - シーズン1 #9（トンプソン〈エリック・ステイン〉）、#14（ヘルムート・グラス〈カイ・ウルフ〉）、#17（ピーター・スターク〈ジョージ・マクダニエル〉）
  - シーズン3 #9（コルソー〈カール・ジョンソン〉）、#11（フラット〈カイ・ウルフ〉）
  - シーズン4 #5（ホランダ〈マーク・シュナイダー〉）、#13（ジェリー・ナッシュ〈M.C.ゲイニー〉）
- ナルニア国物語（秘密警察長官モーグリム、ランブルバフィン、大人ピーター）
- 地上最強の美女バイオニック・ジェミー
  - シーズン1 #7（男〈ヘンリー・ポリック二世〉）
  - シーズン2 #2（警官）
- フリッパー シーズン1 #17（レイン・コスタス）
- 冒険野郎マクガイバー シーズン2 #6（アントゥネス〈グレゴリー・シエラ〉）
- マルコム in the Middle（ボイド）
- ミュータントX2
- 名探偵モンク シーズン3 #5
- ヤングライダーズ シーズン1 #13（ハーデスティ）

#### アニメ
- アイアンマン（チタニウマン）
- X-MEN（テレビ東京版）（ミスター・シニスター）
- スター・ウォーズ/クローン・ウォーズ（ナレーター）
  - スター・ウォーズ/クローン・ウォーズ（テレビシリーズ）（ナレーター）
- スター・ウォーズ: バッド・バッチ（ナレーター）
- スター・ウォーズ 反乱者たち（ランド・カルリジアン）
- 地上最強のエキスパートチーム G.I.ジョー（リッパー、ザモット、ダスティ）
- ドラゴン水滸伝（早耳）
- トランスフォーマー アニメイテッド（メガトロン[211]）
- ハウス・オブ・マウス（ファントム・ブロット）
- モンスター・ホテルシリーズ（グリフィン）
  - モンスター・ホテル[212]
  - モンスター・ホテル2
  - モンスター・ホテル クルーズ船の恋は危険がいっぱい?![213]
  - モンスター・ホテル 変身ビームで大パニック![214]
- LEGO スター・ウォーズ/サマー・バケーション（ランド・カルリジアン）
- LEGO スター・ウォーズ/たたかえ!レジスタンス（ナレーション、ランド・カルリジアン）
- LEGO スター・ウォーズ/フリーメーカーの冒険（ランド・カルリジアン）
- LEGO スター・ウォーズ/ホリデー・スペシャル（ランド・カルリジアン）
- LEGO スター・ウォーズ/リビルド・ザ・ギャラクシー（ランドロリアン）
- ロボット・チキン（ナレーション、エイブラハム・リンカーン）

#### 人形劇
- サンダーバード 劇場版（グレッグ・マーティン）※民放テレビ版
- サンダーバード6号（バージル・トレーシー）※民放テレビ版

### TV番組ナレーション

#### 映画番組
- 木曜洋画劇場（テレビ東京） - デッドコースター他、予告編
- サタデーシアター（BS朝日） - 袴田・J・フランクリン（作品解説役である犬の声）

#### バラエティ
- ダウンタウンのごっつええ感じ「結婚前提戦士ラブラブファイヤー」（フジテレビ）※1992年 - 1993年にかけて
- 投稿!特ホウ王国（日本テレビ）
- 人志松本のすべらない話（フジテレビ）
- モクスペ（日本テレビ）
- リンカーン「バナナマン日村のすべる話」、「哲朗出川のすべる話」、「ショージ村上のすべる話」（TBS） - 「すべらない話」と同じナレーション ※2007年4月 - 2008年7月にかけて
- サタデーバリューフィーバー 「ロコもん!」（日本テレビ）※2007年10月6日
- 近未来×予測テレビ ジキル&ハイド（朝日放送） - ハイド
- ザ☆ネットスター! 7月号（NHK BS2） - やる夫役も担当 ※2008年7月4日
- 偉人 変人 たかじん（関西テレビ）※2009年9月21日・2010年5月5日
- ザ・逆流リサーチャーズ（テレビ東京）
- 嵐にしやがれ（日本テレビ）※2013年9月まで
- トリハダ（秘）スクープ映像100科ジテン（テレビ朝日）※2010年6月18日
- うわっ!ダマされた大賞（日本テレビ）
- ガリレオ脳研「急上昇ランキング」（テレビ朝日） ※2011年5月から
- 博物館ミステリー フカシギ物体X（読売テレビ）※2011年8月14日
- 芸能界!家族対抗家宝のイエメシ（朝日放送）※2012年1月24日
- ウソだと思ったらホントだった!30秒後に絶対見られるTV（テレビ東京） ※2012年8月24日
- 見破れ!!トリックハンター（日本テレビ）※2012年12月17日
- KAKOKU（テレビ朝日）
- 有吉弘行のダレトク!?（関西テレビ）※2013年10月 - 2019年3月
- カスペ!→日曜ファミリア→金曜プレミアム「映っちゃった映像GP」（フジテレビ）
- 完全犯罪ミステリー→世界の衝撃ストーリー（テレビ東京）※2016年4月から
- おじゃMAP!!（フジテレビ） ※2017年8月9日
- 境界調査バラエティー ニッポンのワケメ（NHK総合）※2018年5月12日
- ねこ育て いぬ育て（NHK BSプレミアム）※2019年7月20日 -
- ウワサのお客さま（フジテレビ）※パイロット版も含む

#### ミニ番組
- 商品降臨（テレビ東京） - 天の声

#### 報道番組
- スーパーJチャンネル「ザ・激戦区」（テレビ朝日）
  - スーパーJチャンネル拡大スペシャル（テレビ朝日）

#### テレビドラマ
- 女子大生会計士の事件簿（BS-i）
- バラエティーニュース キミハ・ブレイク「Goro's Barドラマスペシャル〜世界に一つだけの花サカス!?〜」（TBS）※2009年3月10日
- お前はまだグンマを知らない（日本テレビ）

#### 教養番組
- 美の巨人たち（テレビ東京）※2010年1月9日・2011年12月24日

#### クイズ番組
- 金とく「戦国クイズ　歴女グランプリ」（NHK名古屋）※2010年8月27・9月3日（静岡を除く東海北陸ローカル）

#### スポーツ番組
- 世界野球プレミア12（TBS） - オープニングナレーション
- スーパーラグビー珍プレー好プレー集！（J SPORTS）

### CMナレーション
年代不明
- 新潮社（ラジオ）
- スクウェア・エニックス 竹宮恵子作品（TV）
- ひょうたん書店（TV）
- 林泉堂『十文字ラーメン』（TV）※「ラーメン 太郎」というキャラクターで登場。
- ハヤテのごとく! 公式携帯サイト（TV）
- プリンセスオブプリンセス2クリームウエハース（TV）

1989年
- プロクター・アンド・ギャンブル「ハイパワーボーナス」（1989年 - 1992年）

1994年
- 麻雀大会II（TV）

1996年
- バイオハザード（TV）

1999年
- 格闘料理伝説ビストロレシピ（TV）

2000年
- バンプレスト『スーパーロボット大戦COMPACT2 第1部:地上激動篇』(TV)
- バンダイ『聖戦士ダンバイン 聖戦士伝説』

2002年
- タカラ 爆闘宣言ダイガンダー・ドラゴバースト（TV）

2007年
- キサラギ/キサラギDVD（共にTV）
- CR泉谷しげるの「座頭市物語」（TV）
- 月刊ドラゴンエイジ（ラジオ）
- ローソン リラックマキャンペーン（TV）
- 東芝 HD DVD&DVD レコーダー VARDIA RD-A301（12月 - 、TV・ラジオ）

2008年
- ドワンゴ（3月 - 、TV）
- 劇場版クレヨンしんちゃん ちょー嵐を呼ぶ 金矛の勇者（TV）
- e2 by スカパー（TV）
- GSワンダーランド（TV）
- ファイナルファンタジーXI ファイナルファンタジーXIフリートライアル（Web）
- 西原物産 アポロ21 （2008年 - 2009年、TV）

2009年
- DVDトロピック・サンダー/史上最低の作戦ディレクターズカット 調子にのってこんなに盛り込んじゃいましたエディション（4月、TV）
- 四国フェリー（TV）
- ザ・逆流リサーチャーズ（TV）
- タイヨーネオ（富山県のパチンコ・スロット店、TV）
- マルハチ（岡山県に本社があるカイショウプロジェクトが運営のパチンコ・スロット店、9月頃 - 、TVコマーシャル）
- 歴史大戦ゲッテンカ（11月13日、TV）
- レゴ スター・ウォーズ（TV）
- 福井 あそびま選科2（TV）

2010年
- 飯田産業（1月、TV）
- TBS ドラマ『特上カバチ!!』番宣（1月、TV）
- CR トップをねらえ!（2月、TV）
- ポケモンカードゲーム（2月 - 、TV）
- O-PUS（宮崎県に本社があるナカヤマが運営のパチンコ・スロット店、TV）
- モスバーガー「ナン・タコス、ナンチョリソ カレー」（TV）
- ジェイウォーム（冒険王株式会社（本社・沖縄県）が発行する求人情報誌、11月 - 、TV）
- カプコン「モンスターハンターポータブル 3rd」（11月、TV）
- シグマ・セブン 声優養成所（ラジオ）

2011年
- バンダイナムコゲームス「ドラゴンボール改 アルティメット武闘伝」（1月、TV セルの声）
- トヨタ自動車 燃費トライアルキャンペーン（1月 - 、TV）
- マクドナルド ハッピーセットスターウォーズ クローンウォーズ編（3月、TV）
- カプコン 「モンスターハンター フロンティア」(4月、TV)
- ワークマン 匠の手（6月、TV）
- 北洋銀行（10月、ラジオ）
- STARHORSE3（12月、TV）

2012年
- 東京ディズニーシー「タワーオブテラーLEVEL13」（2月、ラジオ）
- A-Truck(bayfmラジオ)
- モバゲータウン 海賊トレジャー（TV）
- エースコック　JANJAN焼そば（3月 - 、TV）
- 楽天市場「楽天スーパーセール」（2012年、Web / 2016年6月 - 、TV）
- びみょ〜な扉 AKB48のガチチャレ（6月 - 、ひかりTV）

2013年
- ドラゴンボールZ 神と神 TVスポット（3月 - 、セルの声）
- アートネイチャー MRP MACH（増岡弘と共にナレーション）
- セガ「オービィ横浜」(8月、TV・ラジオ)

2014年
- くいしんぼ如月（高知県で展開するコンビニエンスストア）2014年くいしの日（9月、TV）

2015年
- はま寿司 大トロ祭り編（TV）
- 世界へGO!徳川家康×エリザベス1世 大坂の陣の真実（10月、TV）

2016年
- ダイドー 「ダイドーブレンド うまみブレンド」（6月、TV）
- パチンコ&スロット D-STATIONTBSラジオCM/時報CM（10月、ナレーション及び、おばあさん、キジ、赤鬼、ズナーキー役、ラジオ）
- TOPRE（BS日テレTV）
- アセチノメガシェイプ（ヤーマンTVショッピング）
- シーエスシー「ポリピュアEX」（10月 - 、TV）
- パチンコ＆スロットAMUSE（11月、ラジオ）

2018年
- ヤマネ鉄工建設（1月 - 、TV）
- ピザハット（TV）

2021年
- ハウス食品 フルーチェ（TV）

2025年
- 株式会社A-TRUCK(エートラック)（6月 - 、TV）

### その他ナレーション
年代不明
- 摩天楼はバラ色に 予告

2000年
- ベストモータリングDVD - 一部のみを担当 （2000年9月号 - 2011年6月号）
  - ホットバージョン（講談社）

2005年
- 交渉人 真下正義 TTR PR映像

2006年
- ファイナルファンタジータクティクス 獅子戦争 PV

2007年
- ジョジョの奇妙な冒険 ファントムブラッド - CMタイトルコールも担当
- 魔界戦記ディスガイア3 PV
- ファンタジーアース ゼロ プロモーションムービー

2008年
- 大塚製薬「UL・OS（ウル・オス）」 店頭用PRビデオ
- その男ヴァン・ダム 予告編
- 水樹奈々18thシングル「Trickster」発売記念イベント『新宿コマ劇場座長公演「水樹奈々 大いに唄う」』 - 7thアルバム『ULTIMATE DIAMOND』初回限定盤付属DVDおよび5thPV集『NANA CLIPS 5』に特典映像として収録

2009年
- WBC世界フライ級タイトルマッチ（TBS）PR

2010年
- 絶対ヒーロー改造計画 PV

2011年
- うたの☆プリンスさまっ♪ PV
- ムカデ人間 日本版予告編 - 吹き替えも担当

2012年
- ムカデ人間2 日本版予告編

2013年
- 青葉城資料展示館「謹製仙臺城-だって本丸だもん-」 - まめぼーず役も担当

2014年
- アイドルマスター ミリオンライブ! プラチナスターライブ シーズン2 PV
- アクアクララ ウェブ工場見学ムービー

2015年
- ムカデ人間3 日本版予告編

2016年
- 岩国徴古館「岩国真話〜知られざる幕末維新〜」
- NEXUSプレゼンツ「スーパー桃太郎」 - おばあさん役、キジ役、赤鬼役も担当

2019年
- YouTube 新潟県警察採用広報動画〜警察学校の1日〜

2020年
- 大戸屋「大戸屋60周年物語」動画
- 電撃の新文芸「異修羅」 PV

### CD
- ああっ女神さまっ特典王（千兵衛）
- THE IDOLM@STER DRAMA CD Scene 05（五神武彦）
- アルスラーン戦記6 風塵乱舞（グラーゼ）
- イースV 〜失われた砂の都ケフィン（ジャビル）
- 犬とおまわりさん。（えい吉）
- イノセント・サイズ（篁）
- ヴァンパイアシリーズ（ナレーション）
  - ヴァンパイア・ナイト 〜お笑い夜の祭典〜 ※カセット
  - ヴァンパイアハンター ダークネスミッション 〜特選バター醤油味〜
- エトワールお嬢様の冒険 ドラマCD 〜マール王国の人形姫・外伝〜（モミー）
- カオシックルーン（死竜王デス＝レックス、源ヒデキ、ヘルトラマン）
- 家族計画 〜邂逅〜（高屋敷寛）
- 喰霊-零-キャラクターソングVol.4 岩端晃司&ナブー兄弟（ナブー兄弟）
- キディ・ガーランドキャラクターソング Vol.3 ディア&タマ（タマ）
- 銀河ロイドコスモX IN ヒーロークロスライン ドラマCD（ウサ探）
- 豪華客船で恋は始まる（セルジオ）
  - 豪華客船でときめきは始まる（セルジオ）
- これが私の御主人様（久米伸治）
- 殺し屋さん（デカ長さん）
- 金色のガッシュベル!!（ビクトリーム）
  - キャラクターソングシリーズ ボーイズサイド ベリーメロン〜私の心をつかんだ良いメロン〜
  - ベリーメロン〜パートナーにおかわりだ!バージョン〜
- サイボーグ009 ドラマCD『LOVE STORIES』（スカール）
- 魁!!クロマティ高校 特別編（メカ沢新一）
- サクヤ×アヤセシリーズ 標的（典礼院操）※カセット
- 集英社カセットコミックシリーズ 魁!!男塾 天挑五輪大武會編（聖紆塵）※カセット
- 禁断☆放課後の恋人2〜先生と、ふたりきり〜（斉藤幹夫）
- Sound Horizon 5th Story CD Roman　M2,3,4,10（ナレーション、キャラクターボイス）
- Sound Horizon 6th Story CD Moira（キャラクターボイス）
- SAMURAI DEEPER KYOシリーズ（四聖天梵天丸）
- 三千世界の鴉を殺しシリーズ（エルトン・グレッグ大尉）
- CDドラマコレクションズ 三國志（陳宮公台）
- 新 鬼武者シリーズ
  - 新 鬼武者 〜結城秀康地獄変〜（石田三成）
  - 新 鬼武者 〜始動する物語〜（石田三成）
  - 赤鬼のパンツ!青鬼のパンツ! スペシャル番組CD
- 新吸血姫美夕西洋神魔編（羽生）
- 集英社カセットブック ジョジョの奇妙な冒険（ディオ・ブランドー）
- 仁義VS堅気2（蜂須賀組長）
- スクライド サウンドエディション1（羽衣先生）
- スターオーシャン セカンドストーリー 深き夜の王（夜の王）
- ストリートファイターII 復讐の戦士（ガイル）
- 戦国BASARA2 〜蒼穹!姉川の戦い〜ドラマCD（織田信長）
- 戦国武将物語〜豪傑編 その弐〜（第七話「柴田勝家物語」）
- Soul Link（森本茂道）
- たくさんへべれけ（すけざえもん）
  - 曲のサンプリング音声
  - すけざえもんの留守番メッセージ
- チャレンジ自然探検ゼミ「きく図鑑」（シンク）
- 電影少女 集英社CDブック（謎の男）
- DOG DAYS ドラマBOX vol.1（ゴドウィン将軍）
- トップをねらえ!（オオタ・コウイチロウ）
- CDシアター ドラゴンクエスト（I・影の騎士）
- ドルアーガの塔 〜the spoon of URUK〜（扉の声）
- ナイトウィザードファンブック『スターダスト・ティアーズ』付属CDドラマ『新訳・星を継ぐ者〜篝〜』（グィード・ボルジア）
- ニニンがシノブ伝（音速丸）
  - 忍法ドラマCD ニニンがシノブ伝
  - 忍と楓の☆ニニンがラジオ伝
  - 夏だ! シノブだ! ドラマ100連発祭り!!
  - ニニンがシノブ伝 THE MOVIE -シノブの地底忍者伝説-
- 日本の昔話（朗読）
  - カチカチ山
  - ねずみの嫁入り
- NOBU（信玄）
  - NOBU学園（信玄）
- はーとふる彼氏 ドラマCD プロローグ（尾呼散）
  - はーとふる彼氏 ドラマCD 第一羽（尾呼散）
- 覇王♡愛人（イーサン・ヤン）
- 覇王大系リューナイト CDシネマ1「ブラボー砦の決闘」（ラゴン）
- バッカーノ!（情報屋）
- ハヤテのごとく!ドラマCD1/綾崎ハーマイオニーと秘密の課外授業（呉服屋ピエール、ナレーション）
- B壱（ロディジー）
- GファンタジーコミックCDコレクション ファイアーエムブレム暗黒竜と光の剣（オグマ）
- プラネテス CD DRAMA "Sound Marks"（ギガルト・ガンガラガッシュ、ナレーター）
- 魔女っ子戦隊 パステリオン（発明おじさん）
- ミツルギ+α ドラマCD（藤原万床）※コミックス+『月刊コミックラッシュ』2009年3月号全員サービス
- 宮河家の空腹 ヒャダインこと前山田健一が作曲したサウンドトラック シリーズ構成の待田堂子による新規撮り下ろしオリジナルドラマ 未放送のラジオ特別版を収録したCD（にゃんだろう）
- 秋田書店「チャンピオンRED」2007年10月号特別付録CD 南条範夫作・無明逆流れ（朗読）
- レーカン!（エロ猫[218]）
- Revo リヴァイアサン 終末を告げし獣（ナレーション）
- 若本規夫の百人一首（朗読）
- 若本規夫の雑学語録100（シリーズ・朗読）
- honeybee 羊でおやすみシリーズ 番外編 「俺は眠くなーい」（数え）
- ラブ☆レシピ〜恋のエッセンス〜
- ミツバチ声薬 強烈若様 金の粒/強烈若様 銀の粒（成分）

### テレビ
- 花の声優界! スター☆ボウリング 第3弾、第4弾（特別ゲスト）
- 番宣部長（AT-X）
- 年忘れ番宣部長SP（AT-X）2006年、2007年、2008年、2009年、2010年
- なりきり!むーにゃん生きもの学園（NHK Eテレ、2015年4月 - ） - ハラッパーノ先生の声
- 今宵こんな片隅で（AT-X：2015年10月22日 - ）

### 特撮
- Xボンバー（1980年、カスター大尉の声）
- スーパー戦隊シリーズ
  - 星獣戦隊ギンガマン（1998年、ナレーター）
  - 星獣戦隊ギンガマンVSメガレンジャー（1999年、ナレーター）
  - 天装戦隊ゴセイジャー（2010年、幽魔獣・ミイラのゼイ腐の声）
- 仮面ライダーシリーズ
  - 劇場版 仮面ライダーキバ 魔界城の王（2008年、レイキバットの声、アークキバットの声）
  - 仮面ライダービルド（2018年、スクラッシュドライバー・ツインブレイカー・クロコダイルクラックフルボトル・クローズマグマナックルの音声）
- ウルトラマンゼロ THE MOVIE 超決戦!ベリアル銀河帝国（2010年、鋼鉄将軍 アイアロンの声）

### ラジオ
- 癒されBar若本
- 癒されBar若本シーズンZwei
- 癒されBar若本〜風のワンダラー〜

### ラジオドラマ
- TVアニメ「ビッグオーダー」後日談的オリジナルオーディオドラマ（草木国土）

### パチンコ・パチスロ
※各機種の原作と配役が同じ場合、役名を省略。
- CR超古代文明モアイ
- CRゴリ神〜GORI☆GOD〜
- CR蒼天の拳 / パチスロ蒼天の拳（ヤサカ）
- CR麻雀物語〜麗しのテンパイ乙女〜（ドーラ）
- CRヤマト戦記（ボス）
- ザ・キング・オブ・ファイターズ2
- 新鬼武者（石田三成）
- パチスロ快盗天使ツインエンジェル3（ゼルシファー）
- パチスロ銀河英雄伝説
- CR聖戦士ダンバイン FWN (ミッション発生時)
- テイルズ オブ デスティニー 運命という名のパチスロ（バルバトス・ゲーティア）

### 書籍
- 若本規夫のすべらない話（2022年3月、主婦の友社 ISBN 978-4074496228）

### その他コンテンツ
- スカシカシパンマン（スカシカシパンマン）※携帯電話限定アニメ
- 東京国立博物館「対決 巨匠たちの日本美術」音声ガイド（大雅）
- トヨタ・アルファード スペシャルサイト/ホテルアルファード（ハロルド・グラハム）※2008年、WEB
- ロッテ「キシリトール」店頭用PRビデオ「噛むトクTV」（ガム犬）
- めちゃ×2イケてるッ!（2010年7月17日・7月31日、フジテレビ） - お台場合衆国のアナゴ役で出演
- トランスフォーマー アニメイテッド玩具PV
  - 破壊大帝メガトロン ライト＆サウンド（音声）
- 着ボイス（2010年8月10日）3キャリア公式メニュー（着信音向け音声）
- ガシャポン「サウンドロップコンパクト戦国BASARA弐 第一幕」（2010年8月、織田信長）
- 仮面ライダーキバ変身ベルト＆フエッスル DXアークキバット＆レイキバットセット（音声）
- MAPLUS ポータブルナビ 声優ナビ
- 平城京歴史館「平城京VRシアター」（粟田真人の声）
- ニノさん（2015年6月21日、日本テレビ）（ゲスト出演）
- 東京芸術大学大学美術館「特別展 雪村－奇想の誕生－」音声ガイド
- ハートのポイフルさん（2017年、ハートのポイフルさん、新人AD、先輩AD、プロデューサー、ヘアメイク、カメラマン、カメラマン助手、美術スタッフA、美術スタッフB、照明スタッフ）[219]
- 仮面ライダービルド変身ベルト DXスクラッシュドライバー（2017年12月、音声）
- 仮面ライダービルド 双撃装填 DXツインブレイカー（2017年12月、音声）
- 仮面ライダービルド DXクロコダイルクラックフルボトル（2018年2月、音声）
- 仮面ライダービルド 変身龍拳 DXクローズマグマナックル（2018年4月、音声）
- 仮面ライダービルド DXグレートクローズドラゴン（2018年10月、音声）
- 仮面ライダービルド 変身凍拳 DXグリスブリザードナックル（2018年12月、音声）
- 仮面ライダービルド DXプライムローグフルボトル（2018年12月、音声）
- ローソン「ごちろう。」店内放送時報（2018年）
- 声優・若本規夫が読む「万葉集 梅花の歌三十二首并せて序」（2019年）[220]
- スター・ツアーズ:ザ・アドベンチャーズ・コンティニュー（2019年、ランド・カルリジアン）
- 舞台「かげきしょうじょ!!」（2023年10月18日 - 22日、こくみん共済 coop ホール / スペース・ゼロ） - 穴井一尉 役（声の出演[221]）
- AURA BATTLER DUNBINE SIDE L（2024年、ナレーション[222]）

### シリーズ一覧
1. ↑  第2作『2』（1988年）、第4作『'91』（1991年）
2. ↑  第1期（1997年）、第2期（1998年）
3. ↑  第1期『〜円盤石の秘密〜』（1999年 - 2000年）[69]、第2期『〜伝説への道〜』（2000年）[70]
4. ↑  【デュエル・マスターズ（2002年版）】

『デュエル・マスターズ』（2003年）、『デュエル・マスターズ チャージ』（2004年）、『ゼロ デュエル・マスターズ』（2007年）、『デュエル・マスターズ ゼロ』（2007年）、『デュエル・マスターズ クロス』（2008年）、『デュエル・マスターズ クロスショック』（2010年）

【デュエル・マスターズ キング】

第1期（2020年）、第2期『キング！』（2021年）
5. ↑  第1期（2005年）、第2期『それぞれの翼』（2006年）
6. ↑  第1期（2006年 - 2009年）、第2期『銀魂’』（2011年 - 2012年）、第2期延長戦『銀魂’延長戦』（2012年 - 2013年）、第3期『銀魂ﾟ』（2015年 - 2016年）、第4期『銀魂.』（2017年 - 2018年）
7. ↑  第1期（2006年 - 2007年）、第2期『R2』（2008年）
8. ↑  第1作（2007年 - 2008年）、第2作『ハヤテのごとく!!』（2009年）
9. ↑  第1期（2008年）、第2期『鉄腕バーディー DECODE:02』（2009年）
10. ↑  第1期（2009年）、第2期『弐』（2010年）
11. ↑  第1期（2010年 - 2011年）、第2期（2015年）
12. ↑  第1期『1000%』（2011年）、第2期『2000%』（2013年）、第3期『レボリューションズ』（2015年）、第4期『レジェンドスター』（2016年）
13. ↑  第2期『II』（2011年）、第3期『III』（2018年）
14. ↑  第1期（2011年）、第2期『DOG DAYS'』（2012年）、第3期『DOG DAYS"』（2015年）
15. ↑  第弐期（2017年）、第弐期その弐（2018年）
16. ↑  第1期（2021年）、第2期（2022年）
17. ↑  第1期（2021年）、第2期『2』（2023年）
18. ↑  『Ⅰ』[125]（2006年）、『Ⅲ』[126]（2007年）、『Ⅳ』[127]（2008年）、『Ⅴ』[128]（2008年）、『Ⅷ』[129]（2011年）、『Ⅸ』[130]（2012年）
19. ↑  『GGENERATION』（1998年）、『ZERO』（1999年）、『F』（2000年）、『F.I.F』（2001年）、『PORTABLE』（2006年）、『SPIRITS』（2007年）、『WARS』（2009年）、『GENESIS』（2016年）
20. ↑  『Sparking!』（2005年）、『NEO』（2006年）、『METEOR』（2007年）、『ZERO』（2024年）

### 初出話一覧
1. ↑  第1話初出